# Esoterismo no Oriente
Há diversas correntes de esoterismo no Oriente. "Esoterismo oriental" é um termo referido por alguns estudiosos que vagamente abrange crenças e práticas religiosas do chamado Oriente ditas como "esotéricas", secretas ou ocultas. Sua demarcação como um campo, no entanto, é problemática, pois varia conforme os limites de consideração geográfica e cultural de ocidental e oriental (como em relação às nações islâmicas) e da definição de esoterismo, com alguns acadêmicos defendendo que não pode haver algum conceito para além de esoterismo ocidental (o que pode levantar questionamentos quanto a uma indevida aplicação não êmica), enquanto outros propõem uma perspectiva globalizante. Mesmo assim, foi empregada por outros acadêmicos que reconhecem na categoria um uso para denominar estudos e práticas secretas comparáveis, principalmente em tradições do hinduísmo e budismo, e também em outros sistemas, religiões populares e sincretismos.

## Demarcação do conceito
Marco Pasi aponta que o conceito ocidental de esoterismo surgiu não em um contexto acadêmico, mas devido ao religionismo no século XIX, quando foi feita pela primeira vez a polêmica distinção entre um esoterismo oriental e ocidental. Inicialmente, essa dicotomia surgiu na década de 1880, em que, segundo Julian Strube, ocultistas franceses reivindicaram a autenticidade do que chamaram de "l'ésotérisme occidental", enquanto rejeitavam o "falso esoterismo oriental" da Sociedade Teosófica. Houve também em 1890 um conflito dentro da própria Sociedade Teosófica entre William Quan Judge, que defendia um chamado "ocultismo ocidental", e Annie Besant, que defendia a variante "oriental". Segundo Pasi: "É, portanto, principalmente como reação a uma ideia de 'esoterismo oriental' que a ideia de 'esoterismo ocidental' poderia se desenvolver". Porém, segundo Strube, isso não basta para definir esses significantes, pois uma complexa rede de entrecruzamentos ocorreu entre várias culturas do oriente e ocidente, e por isso defende a conceituação de um esoterismo global. Diferentes entendimentos de esoterismo foram produzidos globalmente, principalmente através de intercâmbios ao longo do século XIX. Assim, acadêmicos da religião costumam utilizar o termo "esotérico" para categorizar práticas que reservam "certos tipos de conhecimento salvífico para uma elite selecionada de discípulos iniciados", segundo a descrição de Wouter Hanegraaff.
É, assim, um conceito de difícil demarcação, bem como as noções de "Oriente" e "Ocidente", que são vagas e cujas bordas mudam historicamente, politicamente e ideologicamente. Dependendo das definições, a maior parte do esoterismo ocidental poderia ser considerado oriental. O chamado esoterismo ocidental foi profundamente influenciado por tradições não ocidentais, e vice-versa, principalmente na contemporaneidade a partir do mundo globalizado. Essa categorização em dois hemisférios aparentemente foi de mais importância interna à retórica dos movimentos esotéricos do que ao discurso acadêmico.
Por exemplo, no neoplatonismo, e depois novamente a partir da Renascença, foi associado um exotismo à origem dos ensinamentos maiores, como da origem da filosofia platônica no Antigo Egito ou de antigos conhecimentos aos "mistérios caldaicos", e nisso o místico e oculto representava a "sabedoria oriental". Assim, Iâmblico, por exemplo, fazia referência aos Oráculos Caldeus como transmitindo "doutrinas ancestrais assírias", e Pletão atribuiria a origem deles a Zoroastro; tal conceito do imaginário ocidental foi chamado por acadêmicos de "Orientalismo Platônico".
A perspectiva também poderia variar conforme a agenda dos ocultistas, como em movimentos esotéricos neopagãos italianos no século XX que, inspirados pela escola romana tradicionalista, consideravam o cristianismo uma "degeneração" "vinda do Oriente" que nada teria em comum com a tradição esotérica ocidental, a qual afirmavam ser o paganismo. A esotérica "retórica de uma verdade escondida" também se articulava ao exótico, formando-se na imaginação um "Oriente místico", e quando o Egito deixou de ser atrativo em seu exotismo, o polo do "Oriente místico" se deslocou à Índia e além, como "verdadeira morada da sabedoria antiga".
Academicamente, passou a se considerar em alguns estudos mais recentes do esoterismo, como os de Gordan Djurdjevic e Henrik Bogdan, a existência de equivalentes próximos do esoterismo ocidental em culturas asiáticas, sugerindo um "esoterismo" indiano, chinês ou do Extremo Oriente em geral. Grande parte dos estudiosos do esoterismo defende que é preferível analisá-lo de maneira transcultural e globalizada, de acordo com cada nacionalidade ou região cultural, enfocando-se as interações do conceito de maneira local ou intercultural mais específica para além de "ocidental" e "oriental", ou também de modo relativo e aberto. Com isso, levam-se em conta as diferenças de cada sistema, apesar de algumas semelhanças em questões do oculto e da possibilidade de um sistema de sigilo, como em conhecimentos secretos, elitismo, teorias sobre espírito e matéria, um suposto saber universal e ritos iniciáticos hierárquicos de mistérios e transmissão.
Alguns se utilizam do termo "esoterismo oriental" (em inglês, eastern esotericism). Henrik Bodgan e Gordan Djurdjevic consideram o "esoterismo oriental" como estando presente junto a elementos ocidentais do sistema de Magick de Aleister Crowley, e Djurdjevic reconhece a difusão do estudo do esoterismo oriental como um importante legado de Crowley. Jeffrey J. Kripal utiliza o termo "esoterismo asiático" em seu estudo de Tantra e Olga Saraogi defende a possibilidade de análise "asiacêntrica" do esoterismo. Georgiana Hedesan e Tim Hudbøg consideram que "ocidental" e "oriental" podem ser utilizados como designações relativas, mas que são limitantes, sendo preferíveis localidades específicas como europeia, indiana e africana.
Já outros como Helmut Zander afirmam que não é porque existe o conceito técnico bem definido de "esoterismo ocidental" que necessariamente deve haver um esoterismo oriental, esoterismo do norte ou esoterismo do sul. Há propostas de uma categoria aberta ao "esoterismo global" ou "esoterismo aberto", considerando que definições rígidas de esoterismo não se aplicam a todas as culturas e em todos os tempos. Assim, Zander afirma, por exemplo, como teoriza Jan Assmann, que é parte da história da religião ocidental desde a antiguidade uma tensão que se reflete na semântica de público versus privado, aberto versos secreto; mas propõe que definir o "secreto" como uma possibilidade e não um requisito pode permitir a consideração de esoterismo em outras tradições não ocidentais. Não é porque um sistema se origina em contexto ocidental e assimilado por culturas colonizadas que continua sendo ocidental, segundo estudiosos como Egil Asprem, Julian Strube, Keith Cantú e Liana Saif, que defendem a autonomia da agência local na criação de inovações sobre o material.
Antoine Faivre e Wouter Hanegraaff definiram o esoterismo como um fenômeno especificamente ocidental, com intenção de superar o paradigma religionista de um "núcleo esotérico" comum a todas as religiões ou de uma verdade perene universalista, e o termo "ocidental" servia para delimitar o esoterismo não como uma essência transhistórica de toda religião, mas realçando-o como um conjunto particular a uma corrente histórica. Assim, nesse sentido, Asprem indica que o termo é tão oposto a "esoterismo universal" quanto a esoterismos geograficamente localizados: "O termo se opõe não tanto ao esoterismo “oriental” (ou “do norte” ou “do sul”) quanto ao esoterismo universal". Hanegraaff afirma que a criação de uma categoria de "esoterismo oridental" teria de ser diferente da definição inaugural de Faivre: "Segue-se que, se alguém conceber um “esoterismo oriental” (qualquer que seja a definição), isso seria necessariamente outra coisa". Karl Baier afirma que o atual estudo comparativo das religiões possui técnicas mais refinadas e não necessariamente adota uma agenda religionista, e que então não é impedido o uso da comparação da categoria "esoterismo". Segundo Baier, o paradigma Faivre/Hanegraaff exclui qualquer agência não europeia, como se culturas não ocidentais não pudessem contribuir ou desenvolver ativamente o esoterismo: "No entanto, a pesquisa sobre o ioga moderno e em outros campos de interações interculturais entre as culturas do Oriente Próximo e Médio, do Sul da Ásia e do Leste Asiático, bem como culturas africanas e correntes esotéricas europeias ou americanas revelam desenvolvimentos globalmente emaranhados". Assim também defende Julian Strube, de que o esoterismo foi formado de um modo globalmente entrelaçado e que a perspectiva conceitual atual de Hanegraaff repete o religionismo e exclui contextos de desenvolvimento não ocidentais.
Segundo Hanegraaff, Carl Gustav Jung foi um dos grandes contribuidores na difusão de estudo transcultural do esoterismo em perspectiva mais global, estudando uma tradição oculta ocidental e buscando paralelos com sistemas do Oriente. Ele interpretava que havia duas mentalidades, uma consciente mais racional e outra inconsciente, e afirmou que no estudo de pensamentos das culturas ocidentais e orientais encontrou um mesmo substrato compartilhado do inconsciente coletivo, que podia ser estudado historicamente, mas que, segundo Hanegraaff, corresponde ao reservatório de "conhecimento rejeitado" tradicionalmente.
Segundo Marco Pasi, "se o esoterismo não é um fenômeno universal, mas está especificamente enraizado e limitado à cultura ocidental, então não deveria ser necessário qualificá-lo como ‘ocidental’. No momento em que é rotulado como ‘ocidental’, torna-se também possível conceber que existem outras formas ‘não-ocidentais’ de esoterismo". Há críticas, porém, à aplicação indevida do esoterismo a outros contextos, como a de que foi utilizada em suposições religionistas e que transbordou a outras categorias ocidentais generalizantes sobre culturas não ocidentais, como o xamanismo. Por exemplo, estudos como o de Marcel Griaule foram criticados por induzirem a criação de mistificações consideradas "esotéricas" em um contexto não ocidental: o da religião africana dos dogons, no que ele chamou de "la parole claire" o nível mais profundo de conhecimento secreto. Há nuances de análise: o esotérico se relaciona a partir das noções de segredo, embora nem toda dimensão do segredo se refira ao esotérico, como por exemplo assuntos vergonhosos, e nem todo segredo é iniciático. Apter sugere, por sua vez, que os conhecimentos secretos não são necessariamente fixos em determinadas culturas, como a esotérica dos iorubás e dos dogons, e talvez seja sempre fluida e mutável de acordo com contextos. Quanto ao Oriente, perspectivas europeias da religião foram influenciadas por tendências do orientalismo, que influenciou a atribuição do esoterismo em um "orientalismo esotérico", muitas vezes rebaixando as crenças e práticas religiosas orientais como supersticiosas ou irracionais.
Por outro lado, antropólogos verificam que há culturas não ocidentais em que o segredo associado à dimensão religiosa é um aspecto central. Fredrik Barth relatou o caráter esotérico dos vários graus das iniciações do povo baktaman na Montanha Ok. Mesmo sendo rituais pouco frequentes, muito espaçados no tempo (ocorrendo aproximadamente uma vez a cada 10 anos), feitos na ausência de quaisquer textos e com um rígido tabu contra qualquer divulgação a não iniciados, o antropólogo conferiu que havia estabilidade nos ritos. Isso pode ser evidência de que o sigilo pode contribuir para preservar a memória, à medida que torna esses eventos culturais especiais, conferindo grande intensidade emocional.
O esoterismo, como termo amplo em seu perspectiva ética, aplica-se como categoria comparativa a visões de mundo ou práticas conectadas que são difundidas em diversas culturas ao longo da história e ao redor do mundo. Porém em um segundo significado estrito, emicamente, origina-se a correntes históricas estritas em interação de diferentes culturas, ou como um fenômeno euro-americano, do esoterismo ocidental propriamente dito.
Entretanto, tornou-se comum a sua atribuição a doutrinas do hinduísmo, como nos Tantras e Ioga; a ramos do budismo encontrados na Índia, China, Japão, Tibete, Coreia e Vietnã, chamando-se "budismo esotérico"; e a outras práticas não sectárias, como as dos Bauls. Encontra-se, por exemplo, o sistema de pensamento analógico de correspondências externas e internas (como macrocosmo e microcosmo) em rituais e teorias indianas comparáveis a afirmações de sistemas esotéricos ocidentais, além de práticas de magia, alquimia e adivinhação. Richard Kaczynski, por exemplo, aponta que, apesar de não ser sua intenção "confluir Tantra Oriental e Magia Ocidental, embora eu ache heuristicamente útil me referir a ambos como formas de esoterismo", emprega o "termo de segunda ordem (ético) que é aplicado pelos estudiosos ao assunto sob escrutínio muito mais consistente do que é usado como uma designação autorreferencial (êmica)", com utilidade para comparação tal como fazia Aleister Crowley em relação às semelhanças que via entre as tradições orientais e ocidentais.
Cantú utiliza por conveniência "ocidental" e "oriental", e afirma que é uma noção que está implícita a partir da divisão de "ocidental", porém vaga: "Meu ponto é que postular um esoterismo ocidental também implica a postulação de um “esoterismo oriental”, que mesmo que não seja declarado ou não analisado, cria uma categoria que não tem existência intrínseca à parte de vários movimentos desconexos, sejam islâmicos, hindus, budistas, taoistas, ou não sectário (por exemplo, os faquires bāuls de Bengala ...) que poderiam ser justificadamente ditos como participantes de um tipo de esoterismo". Ele propõe uma abordagem mais neutra e global de esoterismo, considerando-se as dimensões local, nativa, e translocal, em que um sistema se torna difuso e variado em diversos lugares conforme se distancia de seu ponto de origem. Com o fluxo do translocal ao local (chamada "localização"), pode ocorrer assimilação de conceitos ocidentais a partir da agência interna de membros das comunidades colonizadas. Nem por isso se pode afirmar que o sistema perde o reconhecimento de ser autêntico, ainda que tenha havido influência em movimento de polinização de retorno da Europa à Ásia, com apropriação de novas categorias ditas esotéricas, como no Ioga. Assim, indica a existência de duas dimensões: de "esoterismo translocal" e "esoterismo local", a partir do que se constrói localmente a afirmação de autenticidade e inautenticidade.
Em todo caso, as manifestações de esoterismo são resultantes de uma dinâmica bricolagem de ideias, oriundas de diversos locais, fontes e culturas, mas também dentre as próprias comunidades discursivas da prática. Isso torna as categorizações pouco consistentes e os limites móveis por parte dos próprios agentes que analisam o fenômeno. Exemplos que trazem dificuldade são o uso do oculto no Japão moderno, em novos movimentos religiosos como o Oomoto, ou a doutrina do aiatolá Khomeini no Irã―em ambas situações sendo afirmadas inovações esotéricas êmicas declaradamente contrapostas ao pensamento ocidental; ou então o surgimento de novas demarcações êmicas de esoterismo por acadêmicos orientais, como por Anesaki Masaharu (1873–1949).

Contra o paradigma historicista de considerar o esoterismo como uma estratégia discursiva exclusiva da epistemologia do Ocidente, Egil Asprem defende em uma abordagem tipologista a utilidade de se comparar esoterismos não ocidentais para se verificar se o esoterismo é uma categoria transcultural que pode ter surgido independentemente em vários locais:
"Olhar além do particular para ver como semelhantes “formas de pensamento”, organizações secretas ou reivindicações de conhecimento superior atuam em contextos além do Ocidente (…), pode até mesmo ajudar a descobrir pressões de seleção e fatores ambientais que podem ajudar a explicar o surgimento do esoterismo no “Ocidente” e formular definições mais precisas e refinadas teoricamente. (…) O que a ciência cognitiva da religião pode nos dizer sobre a geração e transmissão de “formas de pensamento” ou “estilos cognitivos” considerados exclusivos do esoterismo ocidental? Existe uma dinâmica de “evolução cultural convergente” que lança luz sobre a formação de grupos, movimentos, discursos, experiências ou ideias-estruturas “de tipo esotérico”?"

### A questão do esoterismo islâmico
Liana Saif questiona a delimitação de "Oriente" e "Ocidente" à questão de esoterismo como gerando ambiguidades, principalmente em relação às nações islâmicas, que se consideravam "Ocidente" nos séculos VIII e IX, em relação ao Oriente da Índia e China, apesar de os europeus os considerarem como orientais. Por sua vez, houve também cruzamento cultural de budismo, hinduísmo e zoroastrismo ("orientais" da parte dos muçulmanos) que influenciaram práticas religiosas e esotéricas islâmicas. Além do mais, culturas islâmicas de Al-Andalus eram chamadas de "o Ocidente" (Magrebe), enquanto culturas do Levante à Pérsia eram consideradas "o Oriente" (Maxerreque).
O Islã esotérico desenvolveu-se junto com a filosofia ocidental, bem como a práticas nativas árabes. Houve fertilização cruzada de noções do "esoterismo", com os termos árabes batin e ghayb no islamismo referindo-se a ensinamentos velados ou secretos. Segundo Mark Sedgwick, ghayb é o único dos dois termos que aparece no Corão, referindo-se a "sentidos e ideias" ou conceitos discursivos, em contraste a batin, que remete a "realidades" ou objetos de conteúdo. Porém, o neoplatonismo foi grande responsável em desenvolver esse conceito de ideias esotéricas: "A filosofia antiga, e especialmente o neoplatonismo, também foi importante para o desenvolvimento de um grande corpo histórico do discurso islâmico bāṭin, incluindo o ghayb que pode, com base nisso, ser chamado de ‘esoterismo islâmico’". Por sua vez, essa vertente de estudo islâmico foi transmitida ao mundo latino europeu nos séculos XII e XIII, e também posteriormente no século XIX. Helmut Zander, entretanto, não concorda que é possível se referir nem ao neoplatonismo nem a batin com a categoria ocidental atual de "esoterismo", e sugere que a dimensão do "secreto" é uma possibilidade, mas não necessariamente presente naqueles outros sistemas que podem ser chamados de esoterismos.
Devido ao orientalismo, o conceito de "l'ésoterisme islamique" foi cunhado dentro da escola tradicionalista, com foco perenialista, reduzindo o Islã esotérico quase exclusivamente ao sufismo. Essa visão foi grandemente influente nos estudos acadêmicos de Henry Corbin. Devido a isso, as filosofias islâmicas como as de Avicena e Surauardi foram incorporadas dentro do "esoterismo ocidental" e analisadas segundo essas categorias limitantes.

### Recepções ocidentais iniciais
A fonte ocidental mais antiga a distinguir as doutrinas budistas exotéricas e esotéricas foi o Sumario de los errores (1556), produzido por jesuítas no Japão. A partir de uma interpretação errônea sobre as divisões das escolas budistas e conceitos do zen budismo, a obra afirmou que o clero budista japonês pregava uma doutrina "falsa" à população leiga (sobre a punição no Inferno e recompensa na Terra Pura), mas que os sacerdotes nela não acreditavam, relatando que "o núcleo interno da lei deles" afirmava que "não há alma nem vida no além, e que tudo termina com esta vida". Também forneceu um esquema de que a vida do Buda passara por estágios, em que numa fase materialista ele teria escrito 9 livros, numa fase exotérica 4 livros, e, por fim, na fase esotérica produziu um único livro, em que considerara os ensinos anteriores como meramente convenientes. Essa descrição contribuiu à difusão na Europa sobre a "doutrina interna" do budismo e, posteriormente, influiu sobre a perspectiva ocidental de toda a filosofia e religião do Oriente nos séculos XVI e XVII.
Belchior Nunes Barreto estava convicto de que essa dicotomia de uma doutrina verdadeira oculta e de outra externa falsa permeava até mesmo o vocabulário japonês, pelo que as palavras poderiam admitir ambos um sentido aberto público e um sentido esotérico reservado a iniciados; ele percebeu que o desconhecimento dos missionários do sentido oculto levava a graves erros. Em um Catecismo de 1586, o padre Valignano deu outra descrição sobre a "doutrina interna" do budismo, considerando crucial a sua distinção em relação à "doutrina externa", referente às tradições cúlticas a divindades, como orações e cerimônias, e crenças de Céu e Inferno. Em contraste, a "doutrina interna" afirmaria um único princípio eterno, porém não inteligente, alheio ao mundo, e no entanto idêntico a tudo e à mente dos homens, ao qual seria possível se unir nesta vida por meio da meditação. Tais descrições foram consideradas princípios da "filosofia oriental" em geral pelos intérpretes europeus.
João Rodrigues, nas primeiras décadas do século XVII, descreveu as doutrinas chinesas do confucianismo, taoismo e budismo a partir dessas perspectivas e considerou que as "doutrinas externas" teriam sido concebidas por literatos e sábios "para o povo e adaptado às suas necessidades (...) para a administração política e bem-estar pacífico da população", em oposição ao que chamou de doutrinas especulativas:
"As três seitas dos chineses seguem inteiramente essa maneira de filosofar. Eles têm dois tipos de doutrina. O que eles consideram verdadeiro é secreto, e somente os literatos o compreendem e o ensinam por meio de símbolos. A outra, vulgar... é considerada pelos literatos como falsa no sentido comum. Fazem uso dela tanto para o culto divino quanto para o civil e fabuloso, e assim conduzem o povo ao bem e o afastam do mal."
"O outro método é especulativo e lida de maneira filosófica com que tipo de coisa é Deus, e como este mundo foi feito, e tudo o mais relacionado a ele. Toda essa doutrina está escondida em vários símbolos muito obscuros que apenas algumas pessoas entendem. e professam ser o maior segredo"
"Até que eu entrei na China, nossos Padres da China não sabiam praticamente nada sobre isso [distinção entre ensinamentos externos e internos] e sobre a doutrina especulativa [interna]. Eles sabiam apenas sobre a doutrina civil e popular [exterior], pois não havia ninguém para explicar-lhes e iluminá-los"
Niccolò Longobardo seguiu a descrição de Rodrigues de que uma filosofia originária ateísta, traçada a Zoroastro, estaria de base às filosofias grega e oriental como um todo, e, em obra de por volta de 1624, consideraria os textos crípticos no Oriente como sintoma de "o nascimento em todas as nações de dois tipos de ciências, uma verdadeira e secreta, e a outra falsa e pública". A distinção esotérica também aparecerá na interpretação de Athanasius Kircher em China Illustrata.
Em geral, foi com o surgimento de estudos acadêmicos orientalistas nos séculos XVII e XVIII que houve uma grande sedimentação da categoria de esoterismo de uma maneira comparativista em relação a textos e práticas persas, árabes, indianas e chinesas. Abraham Rogerius escreveu em 1651 uma influente obra em que se referiria ao "paganismo oculto" entre os indianos. Johann Jakob Brucker faria referência à "doutrina esotérica de Buda ou Foë". Esse discurso sobre a presença do esoterismo no Oriente tornou-se corrente, encontrando-se em diversas obras e autores, como Johann Friedrich Cotta, Michael Hißmann, Friedrich Schlegel, a Encyclopédie (1756) e outros.
Leibniz advogava pelo conceito de "filosofia perene" de Agostino Steuco, de que haveria uma fonte universal presente em todas as tradições religiosas, e teve interesse nos sistemas chineses em sua correspondência com o jesuíta Joachim Bouvet, que foi enviado na primeira missão francesa à China. Bouvet, nas cartas, considerou também a religião chinesa sob o prisma esotérico ocidental como se fosse uma "prisca theologia" e "hermetismo", com a crença de que os chineses possuiriam uma sabedoria eterna da Criação de antes do Dilúvio; ele afirmou em 1700 sobre o I Ching como contendo: "muitos preciosos restos dos escombros da mais antiga e excelente filosofia ensinada pelos primeiros Patriarcas do mundo a seus descendentes, desde então corrompidos e quase inteiramente obscurecidos pelo curso do tempo". John Toland em 1720 afirmaria o que hoje é chamada de "distinção esotérica" como um fenômeno universal, presente não apenas no Ocidente mas inclusive em diversos povos orientais.
Emanuel Swedenborg faz referência a uma "Antiga Igreja" originária de ensinamentos perdidos sobre as "puras correspondências", cuja linguagem reflete, segundo seu sistema, realidades espirituais ocultas; ele aponta que o remanescente dessa "Antiga Igreja" estaria na China, ou entre os "tártaros" na "Grande Tartária". Isso, além de vagas referências a chineses e indianos em posturas ióguicas, levantou conjecturas por teosofistas do final do século XIX, além de por acadêmicos do final do século XX e começo do século XXI: de que Swedenborg fazia referência ao Tibete ou à Sibéria, ou supostamente de que ele teria conhecimento do budismo esotérico a partir de contatos e rotas comerciais, bem como sobre a similaridade de suas práticas esotéricas com contrapartes asiáticas. A recepção das obras místicas de Swedenborg traduzidas no Japão e das especulações literárias do esoterismo ocidental do final do século XIX e início do século XX também influenciariam expoentes do budismo asiático moderno.
Noções de que uma "pré-Cabala" seria encontrada em uma revelação chinesa ou asiática anterior à judaica foi proposta por James Parsons e assimilada em círculos maçônicos escoceses, com um grande difusor disso sendo Andrew Michael Ramsay em seu livro The Philosophical Principles of Natural and Revealed Religion (1748–49).
Joseph de Guignes (1721–1800) considerou que a doutrina esotérica dos "samaneanos" (budistas) não era ateia, e tinha validade mística tal qual o conceito de Um no neoplatonismo. Um ensaio póstumo por Michel-Ange-André Le Roux Deshauterayes descreveria na primeira parte a "doutrina esotérica" do budismo; ela foi lida por Schopenhauer em 1826, com grande apreciação e influência sobre seu sistema.
Abel-Rémusat e Brian Houghton Hodgson identificaram o que chamaram de "budismo esotérico" do Nepal, Tibete e China como uma doutrina distinta e não ateia, pois afirmava um primeiro princípio inteligente chamado de Adi-Buda; eles notaram que havia uma categorização interna dos textos chamados Tantra/Upadesha como esotérica. Horace H. Wilson em 1832 também focou sobre essa doutrina esotérica budista. Em 1827, Henry Colebrook discutiu o "brāhmana esotérico".
No livro Ísis sem Véu (1877), Helena Blavatsky tentaria, segundo Devin Zuber, "incorporar todo aspecto concebível" do chamado "esoterismo oriental" e "ocidental". Ela também afirmaria que Swedenborg teria tido revelação de ensinamentos esotéricos budistas e hindus do Tibete. Outro importante livro a esse contexto da Sociedade Teosófica foi Esoteric Buddhism (1883) por Alfred Percy Sinnett. Max Müller repudiaria as afirmações dos teosofistas sobre a existência de um "budismo esotérico" ou de doutrinas indianas esotéricas.

## Mesopotâmia

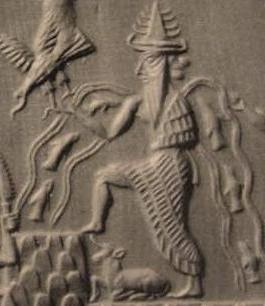
Enqui, guardião dos Mes, deus das águas subterrâneas e da sabedoria, com peixes fluindo a seus ombros e uma águia descendo à sua frente. Selo de Adda (c. 2300 a.C., Império Acádio)

Houve bem estabelecido o conceito de segredo na Mesopotâmia, associado a um conhecimento reservado. Encontram-se, por exemplo, as palavras AD-ḪAL = pirištu (em sumério e acadiano, respectivamente, significado "segredo"), Nì-DUL = katimtu ("escondido", "coberto") e (KI)-ÙRU = niṣirtu ("guardado"). Segundo as tradições das religiões mesopotâmicas, havia deuses incumbidos dos segredos divinos e eles transmitiam o conhecimento a figuras da realeza, que por sua vez o repassavam a classes de eruditos e escribas. Guardiães dos segredos celestes e terrenos incluíam Enqui/Ea, deus da sabedoria, Nabu, Ishtar, além de Ninshubur (que guardava os segredos do deus do céu Anu) e Nuscu (que guardava os de Enlil, rei dos deuses).
Eles desenvolveram uma tradição escriba esotérica, a exemplo das coletâneas de seus ritos ou da prática do haruspício, e suas tabuletas eram copiadas e transmitidas "do homem que conhece ao homem que conhece". A arte da escrita e os escritos eram um segredo, como se afirma em um texto sumério do II milênio a.C. Há listas lexicais do IV milênio a.C. tidas como "conhecimento secreto do sábio", e que dão uma taxonomia do mundo de teor esotérico. Há ocorrência de utilização de criptografia também: na metade do III milênio a.C. foi inventada uma ortografia esotérica chamada UD-GAL-NUN, utilizada para narrativas mitológicas secretas. Do fim do segundo milênio a.C. em diante, encontram-se cláusulas nas tabuletas identificando o conteúdo como conhecimento secreto que poderia ser passado de um conhecedor apenas a outro conhecedor, e que infringir isso transmitindo a um não iniciado era um "tabu do deus".
Conhecimentos de exorcismo e adivinhação também eram monopolizados. O segundo currículo do exorcista é designado nominalmente como secreto (niṣirtu) no chamado "Manual do Exorcista" (I milênio a.C.), sobre o que se lê (KAR 44:30-31) que é a: "totalidade das fontes de sabedoria, os segredos da arte dos encantamentos, as fontes dos planos do céu e terra, os segredos do Lalgar (abismo) e os encantamentos não-canônicos (ahû)". "Fontes" é metáfora à água subterrânea do Apsu, associado ao deus da sabedoria Ea, como analogia da origem do conhecimento esotérico.

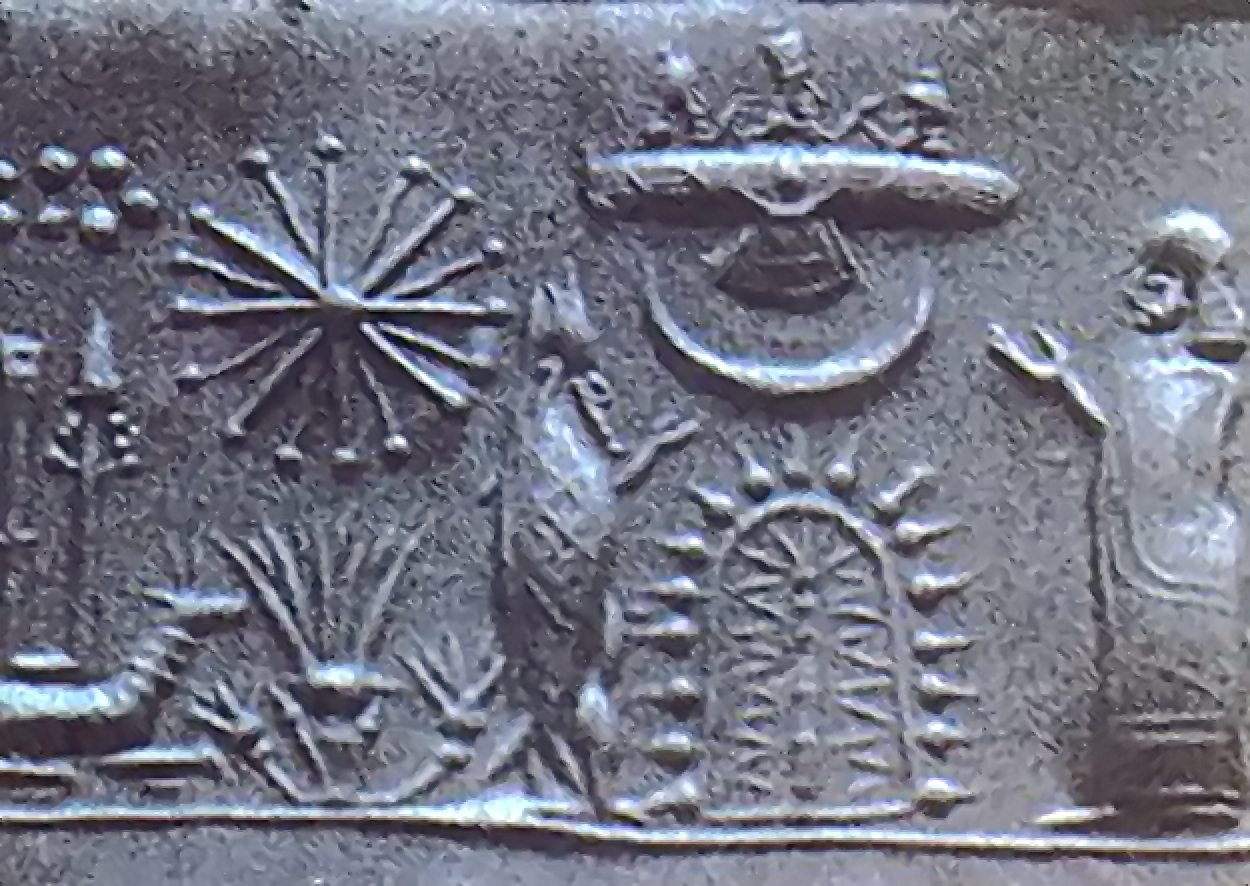
Selo mesopotâmico do primeiro milênio a.C., mostrando um sábio vestido como um peixe e um adorador à sua frente, além de representações celestes como o símbolo do disco solar alado, uma lua crescente e um aglomerado de estrelas

O monarca assumia papel social como médium de profecia, muitas vezes através da metáfora do "casamento sagrado". Não há indícios de que as narrativas sobre ritos de hierogamia (casamento entre uma divindade e o rei) sumérios ou de teogamia (casamento entre deuses) ocorreram literalmente, ou de que necessariamente era realizado um ritual sexual de consagração do rei com alguma sacerdotisa em prostituição sagrada. Eram, porém, uma forma retórica de apresentar que havia comunicação próxima sua com os "segredos dos deuses". A conexão erótica não verbal simbolicamente permitia a mediação verbal e isso legitimava o seu poder, em conexão com o mundo divino. No oráculo de Ishtar ao rei Ibalpiel II (r. c. 1779–1765 a.C.), a deusa assim se apresenta: "Os segredos dos deuses estão diante de mim. Porque a invocação do meu nome está sempre em tua boca, eu revelarei a ti, um por um, os segredos dos deuses". É possível que tenha existido algum elemento de segredo no culto de Inana, já que suas informações eram transmitidas oralmente a uma pequena elite. Suas canções de amor não são explicitamente ditas como esotéricas, mas isso pode também ser sugerido pela escassez de material escrito. Os textos cúlticos existentes, porém, embora ditos "secretos", não constituem evidência em si de que havia cultos secretos ou iniciações rituais em mistérios à Deusa do Amor, mas assumem função conotativa de expressar aprovação divina na ideologia real.
Os mitos babilônicos não sofreram nenhuma nova composição até depois do ano 900 a.C., e os estudiosos produziam em cima dos existentes um conhecimento especializado e esotérico. Na Babiloníaca, o sacerdote Beroso relata aos gregos que os mitos babilônicos eram alegorias, e a partir de sua divulgação em contexto helenístico que se difundiu a noção de uma sabedoria antiga lendária dos chamados caldeus, como a "ciência caldeia" da astrologia. O pensamento mesopotâmico do esoterismo assírio e babilônico tinha caráter semiológico, que via as coisas criadas no mundo como sinais escritos das elocuções divinas, que devem ser examinadas e decifradas na adivinhação.

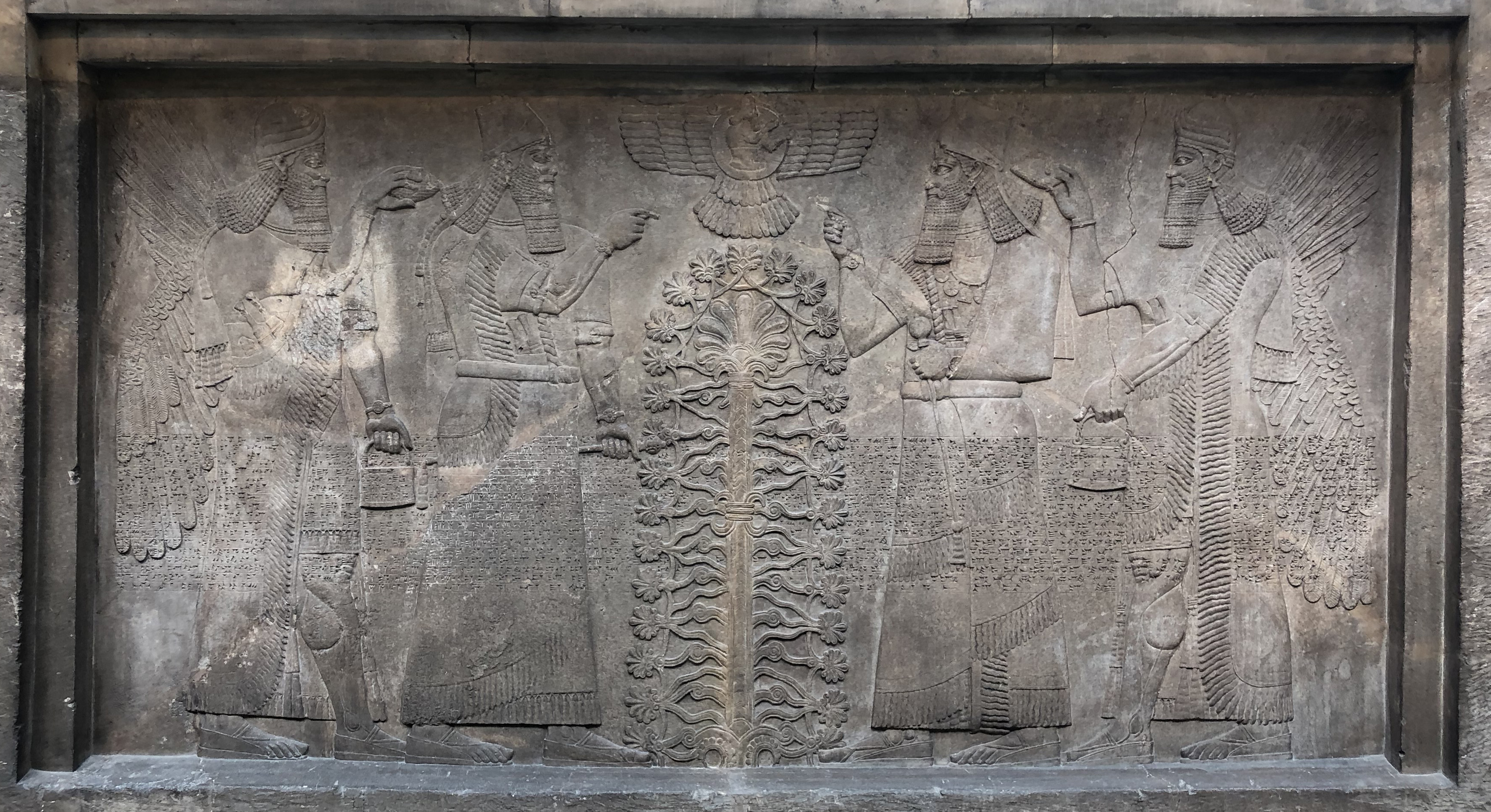
Cena simbólica de Assurbanípal em roupas rituais, em frente a uma árvore sagrada, acompanhado de gênios alados (865-860 a.C.)

Era dado o nome apkallu a heróis culturais lendários, descendentes de humanos, que receberam a sabedoria divina e ensinaram as ciências antediluvianas. O principal deles era o sábio mítico Adapa, relatado por Beroso com o nome Oannes, e visto como sabedoria esotérica pelos gregos. Assurbanípal se orgulha afirmando que captou "a arte do apkallu Adapa, o segredo esotérico de toda a tradição escriba". J. van Dijk sugere que rituais de purificação podem ter tido um aspecto esotérico traçado ao sábio mítico Adapa e que se estendeu a tradições esotéricas e gnósticas locais posteriores, como o mandeísmo.
É possível que os "magoi" a que Heráclito se referia eram ou sacerdotes persas ou exorcistas babilônicos. Os rituais de cura noturnos que ele descreveu, envolvendo um julgamento imaginário de bruxas e feiticeiros, com o acendimento de um fogo e invocações para se quebrar o feitiço da doença, se aproximam daqueles descritos na coleção babilônica Maqlû.

## Zoroastrismo

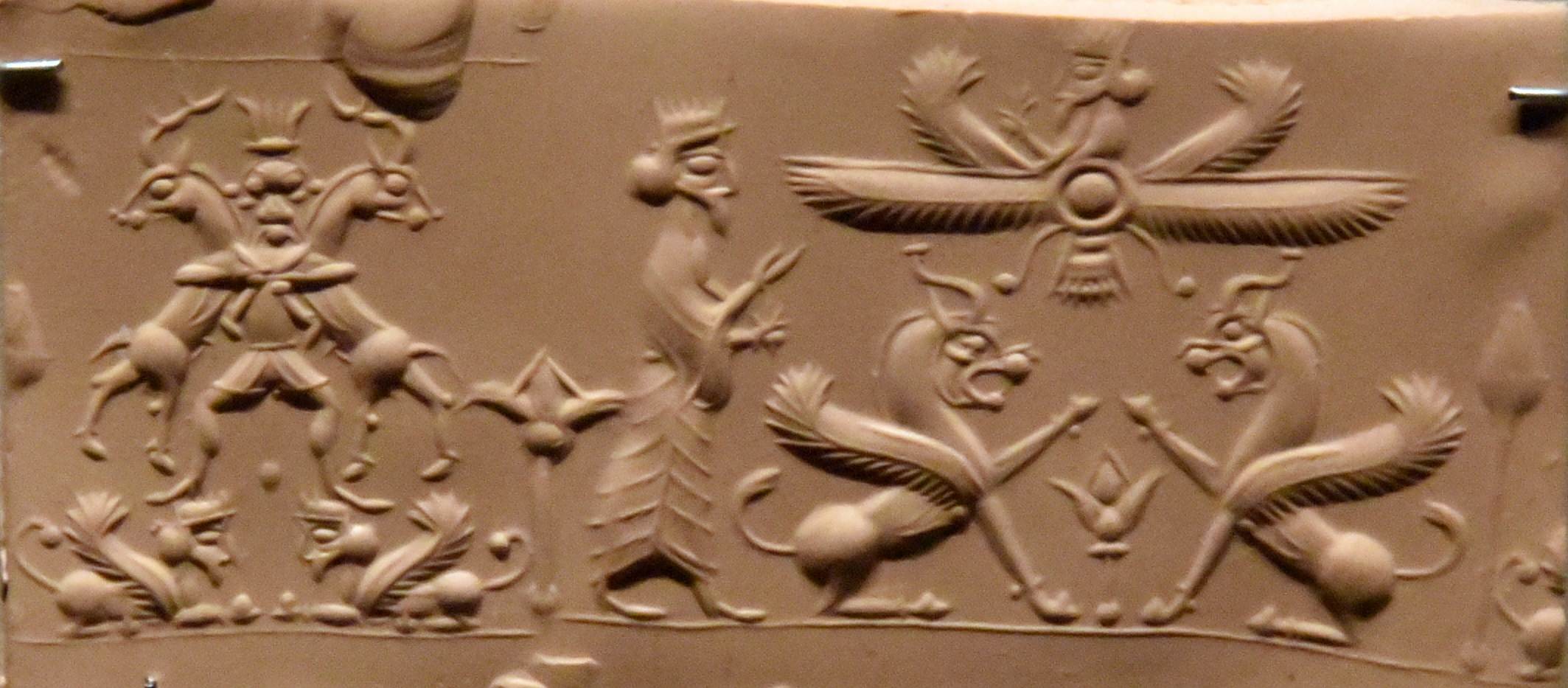
Selo cilíndrico de um rei aquemênida ante duas esfinges, e acima o emblema divino Faravahar

Uma dimensão esotérica é sugerida na interpretação dos textos zoroastristas, com estudiosos considerando que havia uma hierarquia do conhecimento religioso, como se evidencia em algumas passagens que se referem a uma dimensão de leitura profunda. No artigo Esoteric trends in Zoroastrianism (1969), Shaul Shaked considera que o zoroastrismo sassânida, apesar de aberto, possuía uma categorização informal que incluía a noção de conhecimento escondido. Ele identifica o termo rāz (literalmente "segredo") como um conhecimento maior esotérico, reservado a membros e iniciados de um grau religioso superior. Dan Sheffield também considera, a partir de análise do Wizirgerd ï Denïg, que a exegese do Avestá era guiada pela ideia de que ela continha segredos, como em WD 24.9: "Agora, deve-se saber com a ajuda da inteligência e da mente que enunciados misteriosos abundam no Avestá". Propõe a hipótese de que a curiosidade por busca de segredos levou ao desenvolvimento do Zand (exegese; literalmente, "interpretação"), como se escreve no Dencarde 6.215: "o dēn tem sete paredes, e chamaram a mais distante de a palavra sagrada e Zand". Um decreto do reinado de Cosroes I, porém, limitou o Zand aos círculos sacerdotais fechados, visando a preservação da ordem moral e evitar a profanação por heréticos: "Não mantenha esses Iasnas em segredo, mas não ensine o Zand a ninguém, exceto à sua prole". Assim o Dencarde 6 evidencia:
“Deve-se ser digno de todos os segredos (e) das batalhas dos deuses; então, quando um homem é digno, então os próprios deuses o informam de seus segredos e batalhas, pois os deuses desejam um tesoureiro confiável. O segredo dos deuses e suas batalhas não estão escondidos de ninguém, pois vós sabeis que quanto mais as pessoas souberem mais, mais poderosos serão os deuses"

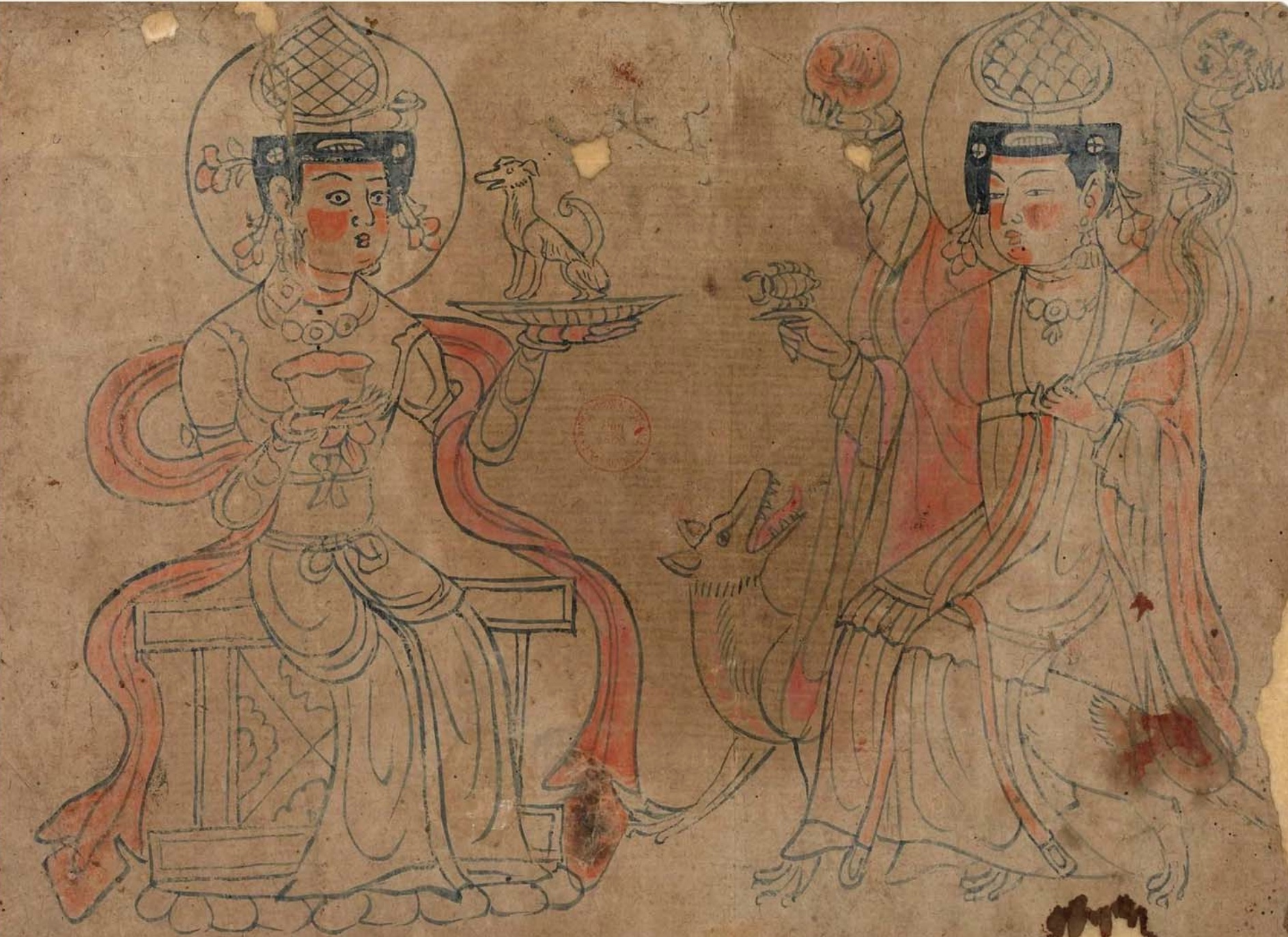
Daenas sogdianas (século X), associadas ao culto zoroastrista em Sogdiana. A figura da esquerda é considerada como sendo Daena, enquanto a da direita é tida como Daeva ou Nanâ.

Na poética dos Iasnas, Martin Schwartz identifica a existência de encriptação linguística na estruturação dos versos, como em que eles próprios se recomendam "ao conhecedor" e sinalizam uma mensagem revelatória com presença de esoterismo. 

A principal ideia que os estudiosos especulam estar fortemente enraizada no ritual avestano é a de uma abertura de um caminho esotérico, através do qual sacerdotes poderiam se encontrar com Ormahzd, obtendo uma visão mental antecipada do além-morte e da condição de saoshyant. Durante o rito do sacrifício, há a hipótese de que havia componentes extáticos ou esotéricos em que o oficiante também se consagraria por uma interiorização em que elevava sua alma, em ascensão celeste. Um dos títulos do sacerdote Cartir era Ormahzd mowbed, o qual conforme o Dencarde, segundo Prods Oktor Skjaervo, era "aplicado a pessoas que se revelaram como tendo a habilidade de ver no outro mundo (mēnōy-wēnišnīh)". Cartir descreve nas suas inscrições a visão que teve do "destino final" segundo tal contexto ritual especial, em um relato profundamente esotérico sobre um encontro no Paraíso com seu duplo feminino dēn, "na forma de uma mulher".

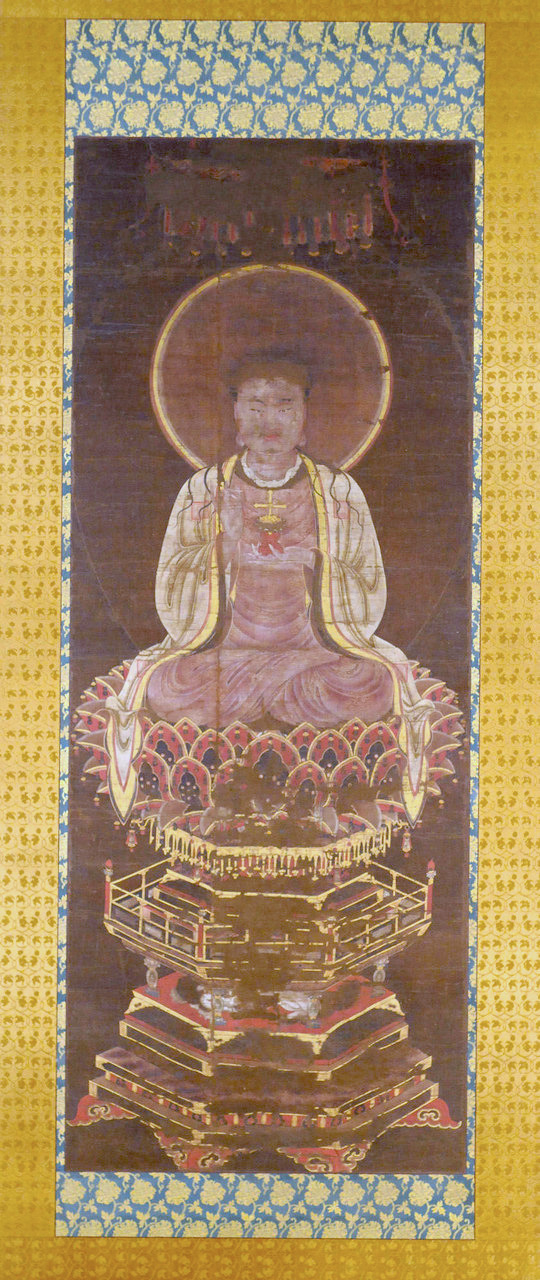
Pintura Maniqueísta do Buda Jesus (século XIII, sul da China). O maniqueísmo surgiu como um rebento do ambiente zoroastrista e se difundiu em sincretismos de masdaísmo com gnosticismo, cristianismo e budismo. Na versão do maniqueísmo chinês, está escrita, por exemplo, no Compêndio Maniqueísta (ano 731), uma exposição didática aos fiéis sobre uma representação de Mani: "(Seu) corpo exibindo totalmente a Grande Luz tem o significado esotérico do Ilimitado"

James Russell especula que os zoroastristas acreditavam em um conhecimento especial sobre o fim da batalha cósmica do Bem e Mal, que, além de partir da leitura dos Gatas por uma classe especializada, incluiria também o emprego de técnicas místicas por crentes espiritualmente avançados, tais como o êxtase por vinho ou substâncias psicotrópicas (supostamente haoma), além de meditação silenciosa (em avéstico: tušnā-maitiš) e recitações mântricas (em avéstico: manthra-).
A recitação do hino mais importante, o Ahuna Vairya, é fortemente ligada a componentes cosmológicos e implica-se um conhecimento secreto detido pelo sacerdote de seu poder, possivelmente correlacionando-o às 21 constelações da parte norte do céu; essas constelações e as do Zodíaco eram simbolizadas igualmente nos utensílios da mesa ritual, e um padrão de coreografia dos sacerdotes indica posições dos eixos espaciais e encena movimentos celestes, em um ato para derrotar o Mau Espírito.
Henrik Samuel Nyberg e Mary Boyce sugerem que uma mudança do calendário durante o período aquemênida em que se passou a dedicar quatro dias ao "Criador", supostamente Aúra Masda, em lugares antes ocupados por outros iazatas (divindades), pode ser evidência de um aceno pelos reis aquemênidas à crença esotérica em Zurvan como o Ser original que preexistiria aos dois princípios e o qual possui atributo tetrádico; esse projeto de fundo estaria, porém, de forma encoberta, e a mudança não teve apoio popular.
Uma tradição judaico-cristã via os chamados "magos do Oriente" de maneira positiva, devido à narrativa dos reis magos, em que tinham contato com a revelação de segredos sobrenaturais. Já alguns outros cristãos acusaram-nos de um suposto velamento. O contato com os conhecimentos e ritos religiosos dos sacerdotes persas já impressionava os gregos, fomentando tanto uma perspectiva boa quanto uma má no imaginário devido ao exotismo, e o termo "magia" e contexto de magia no mundo greco-romano derivou-se da palavra persa de "mago" zoroastrista.
Houve também um legado esotérico a partir dos reis magos na interação entre masdaísmo e cristianismo no Oriente, como na transmissão cristã aos zoroastristas iranianos, em que a figura do Cristo foi apresentada diversas vezes como tendo sido já profetizada por Zoroastro, como sendo o Saoshyant, e que pode ter sido localmente associado em especulações sobre os três filhos de Zoroastro e de suas relações ao Tempo universal divino, Zurvan, numa tétrade zurvânica ante a Ormahzd.
As doutrinas maniqueístas derivaram muitos aspectos da terminologia e pensamento zoroastriano, combinando-os e modificando-os com ideias judaico-cristãs, budistas e gnósticas, dentro de uma estrutura esotérica para explicar a vida e a morte; diferente do zoroastrianismo, o sistema de Mani considerava a matéria como um princípio mau. Segundo Götz König, provavelmente os zoroastristas críticos do maniqueísmo viam neste uma heresia de interpretação esotérica que pervertia o entendimento "verdadeiro" dos textos sagrados. Há registro de acusação contra a doutrina de princípios elaborada por Mani, e que a técnica textual maniqueísta elaborava um modelo sobre os Gatas em que se atribuíam novos elementos aos nomes dos deuses.
No século VI, surgiu a seita do masdaquismo a partir dos ensinos de Zardusht Khorragan e seu discípulo Masdaces. Eles expuseram um zoroastrismo com elementos esotéricos, incorporando uma visão gnóstica e um simbolismo da luz para defender uma filosofia do amor e reforma social, como intérpretes da mensagem de Zoroastro e do Avestá. Masdaces afirma que o "sentido secreto" (nehani) era conhecimento necessário à fé deles, provavelmente referindo-se aos sentidos esotéricos do Avestá.
No século IX, o Dencarde apresentou indícios de uma interpretação hermenêutica dos Gatas que compartilhava do paradigma da "onissignificância" segundo James Kugel, análogo às tradições rabínicas de comentaristas do Talmude, com busca de paralelismo entre textos e reinterpretação possível de cada uma e todas as palavras na escritura divina como contendo um significado críptico latente. O Wizīdagīhā ī Zādspram ("Seleções de Zadspram") é também outro texto independente do mesmo século dentro da tradição zoroastriana, envolvendo concepções médicas, numerologia e astrologia às especulações cósmicas, em contextos que podem denotar um sentido esotérico.
Azar Caivane (século XVI-XVII), afirmando que o fim do milênio islâmico estava próximo, declarou uma era com superioridade persa e fundou a ordem Abadi, combinando ideias sufis, gholātī e do iluminacionismo aos textos zoroastristas. Os seguidores acreditavam que suas novas escrituras, Dasatir-i-Asmani, eram divinamente reveladas. A obra foi composta em uma linguagem artificial e acompanhada de comentários persas, e Caivane considerava que aqueles que não eram zoroastristas abadis não entendiam que o Zend-Avestá era a interpretação esotérica (ta'vīl) do Dasatir.
No início do século XX, um movimento denominado Ilm-e Kshnoom ("Caminho da Iluminação" ou "Conhecimento Beatífico"), fundado por Behramshah Nowroji Shroff, foi influenciado pela Sociedade Teosófica e alegou possuir os conhecimentos esotéricos do zoroastrismo.

## Taoismo

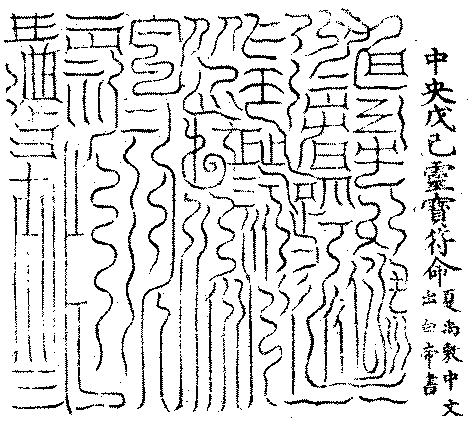
Talismã em uma das escrituras lingbao (século III-V)

O taoismo possui uma rica história de desenvolvimento contínuo de práticas esotéricas ao longo dos séculos, junto a integração de diversas técnicas de outras tradições, como comunicação com espíritos, meditação, movimentos corporais, medicina e "alquimia interna". Há milhares de textos taoistas de cunho esotérico, como na compilação do Daozang (c. ano 400) ou na coletânea canônica de textos sagrados de 1444. Sua associação com o esoterismo foi popularizada no Ocidente durante o século XX.
Grande parte da religião taoista se derivou de cosmologias e sistemas mânticos nativos na China, principalmente durante a dinastia Han (206 a.C.–220), em esquemas correlativos de yin e yang e as "Cinco Fases" (Wu Xing) do mundo natural, em macrocosmo e microcosmo de Céu (Tian), Terra e Humanidade; mas também com presença de previsão de augúrios desde a dinastia Shang (tal como o I Ching). Durante muito tempo essas práticas foram transmitidas em grupos privados e eram consideradas revelações, e textos mânticos dessa época podem ser considerados precursoras das tésseras ou talismãs taoistas (fu). Diversas estratégias de esoterização podem ser identificadas, tal como apresentar na própria nomenclatura do texto como fang, (方, "receitas" ou "métodos"), mi (密, "secreto") ou jin (禁, "proibido").
Também circulavam miscelâneas ocultistas chinesas―manuscritos de conhecimentos ocultos―que já constituíam desde os séculos IV–III a.C. um campo de conhecimento à parte e popularizaram uma "cultura de sigilo" em que, embora seus textos ocasionalmente prescrevessem uma convenção de segredo, não necessariamente isso ocorria; afirmar-se como secreto promovia a valorização do conhecimento e do manuscrito, e essa cultura foi amplamente difundida para além de especialistas religiosos. Um exemplo popular eram os "livros de dias", com conteúdo hemerológico para indicar quais dias eram favoráveis e desfavoráveis; a hemerologia era uma parte constituinte de diversos tipos de literatura técnica ocultista, como entre alguns manuscritos de Mawangdui.

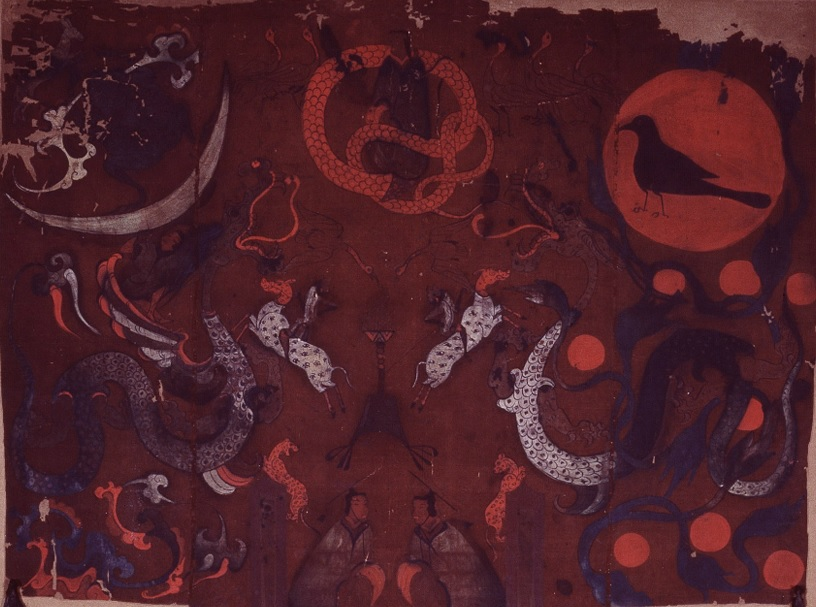
Seção do banner funerário da Marquesa de Dai em sua tumba em Mawangdui (163 a.C.). Representa a ascensão ao Céu; o pano pode ter desempenhado alguma finalidade ritual para o pós-morte e imortalidade.

Além do sistema oficial dos Cinco Clássicos, também ocorria transmissão privada não-oficial de outros textos nessa época, tais como de transcendência espiritual, alquimia, observação de estrelas, imortalidade e sobre o Tao. Muitos especialistas nessas técnicas e no Tao eram patrocinados pelas realezas, sendo chamados de "mestres de receitas" ou "magos" (fangshi), "mestres da técnica" ou "mestres do Tao". Eles eram bastante associados às práticas mânticas e, no início do século II a.C., floresceu a tradição Huang-Lao, que associava Lao Zi aos conhecimentos cosmológicos e de adivinhação em torno do Imperador Amarelo. Diferente dos métodos confucianos, transmitidos publicamente pelo Estado, esses métodos taoistas eram ensinados de maneira reservada e por vezes associados a uma contestação política. Muitas vezes os fangshi difundiam contrapartes esotéricas dos textos clássicos, que eram chamados coletivamente de "apócrifos" (chenwei), com mensagens proféticas acessíveis apenas a iniciados.
A transmissão taoista de escrituras, em parte oriunda dos fangshi, foi mais elaborada do que as contrapartes seculares anteriores, e uma das descrições mais antigas de uma concessão de textos mágicos aparece nas obras de Ge Hong, que recebeu obras alquímicas esotéricas de seu mestre, por volta do ano 300.
Seus rituais de ordenação eram também altamente formalizados e esotéricos. Não havia investidura única ao sacerdócio taoista, pois havia mais de um corpo de escrituras. No final do período das dinastias do Norte e do Sul havia sete ordens clericais que se basearam em sete cânones, produzidos entre os anos 150 e 500. Essas ordens não competiam entre si e cada uma podia conceder novos títulos aos ordenados em rituais de investidura, que variavam de 3 a 9 dias. Cada ordem se diferenciava como um grau inferior ou superior de acordo com o período. O primeiro esforço de se definir uma hierarquia eclesiástica e canônica se encontrou nas escrituras do Lingbao (c. ano 400), enquanto novas mudanças foram codificadas por Jinming Qizhen (Chin-ming Ch’i-chen) por volta de 550.
O cânone do Shangqing ("Cânone Superior da Pureza da Grande Caverna") é bem documentado como uma das revelações taoistas que parece ter sido produto de êxtase: entre 364 e 370, um grupo de Aperfeiçoados teria descido para transmitir escrituras e instruções a Yang Xi, em visões noturnas. Ele e seus associados as transcreveram, e seus registros foram passados a um pequeno número de herdeiros, até que foram compilados em uma edição crítica, Zhengao, por volta do ano 500. No início do período Tang ele estava aceito como grau supremo no clero, considerado um corpo superior aos outros e de maior prestígio. Devido a isso, formou-se uma ordem para perpetuar esse cânone e era objeto de transmissão esotérica a uma elite, que se iniciava em seus mistérios para adquirir perfeição espiritual individual.
As mulheres no taoismo recebiam grande importância pela escola Shangqing ("Claridade mais Alta" ou "Pureza mais Alta"), como tendo papel de professoras divinas, reveladoras de segredos e que concediam ensinos esotéricos do Tao, o que foi ativamente continuado até a dinastia Tang. Em contrapartida à escola do Caminho dos Mestres Celestiais (Tianshi), o Shangqing considerava de menor importância os rituais de relação sexual, considerando que "misturar o qi" e harmonizar fisicamente o yin e yang não levava à vida eterna. Assim, via as mulheres não tanto como consortes ou parceiras sexuais. Durante o período imperial tardio (até a dinastia Ming), elas foram associadas a conexões sobrenaturais, poderes de cura e técnicas xamânicas, e surgiram fundadoras e sacerdotisas poderosas. O corpo feminino também foi considerado essencial aos ingredientes e processos de transformação espiritual nas doutrinas posteriores de alquimia interna.
O cânone do Lingpao era considerado o segundo maior em importância no ranking. Ele era visto como sagrado, porque teria sido formado espontaneamente a partir de forças primevas do universo e revelado por uma altíssima divindade. Foi registrado um exemplo de iniciação nesse cânone de duas princesas filhas do imperador Ruizong de Tang em 711. São descritos procedimentos guiados por um preceptor, que realiza transmissões em diversos estágios, dentre os quais há entrega de talismãs, realização de entoações esotéricas e a leitura em voz alta de escrituras secretas, algumas delas sobre interpretações esotéricas do Tao Te Ching. As liturgias envolviam uma divisão de espaço nos quatro sentidos cardinais, um centro e um direcionamento aos Aperfeiçoados, que se associavam a energias, estações, itens, cores, portões, posturas e coreografias. O oficiante também invocava espíritos, imortais e os Aperfeiçoados para participar da cerimônia.
No período Tang (618–907), práticas e receitas médicas taoistas foram bem recebidas inclusive no Japão, através de sutras budistas, além também de métodos de adivinhação, como do culto astral. A partir da dinastia Tang, e principalmente do período Song em diante, foi desenvolvido um novo ramo de doutrinas e práticas esotéricas chamado neidan ("alquimia interna"), cuja característica principal era a meditação interna expressa em linguagem alquímica, além do simbolismo do I Ching. Empregavam uma síntese de várias tradições, além também da antiga cosmologia correlativa e dos termos da tradição da alquimia externa (weidan), mas consideravam que os arranjos desses emblemas cósmicos eram "imagens" (xiang) que mediavam a realidade absoluta ao mundano. Assim afirma Li Daochun (século XIII), de que as práticas buscam "tornar o Informe em forma e, assim, manifestar o Dao autêntico e absoluto". O estado primordial ao qual a alquimia interna tenta retornar, Não-ser ou Puro Yang, pode ser representado pelo "Elixir de Ouro".

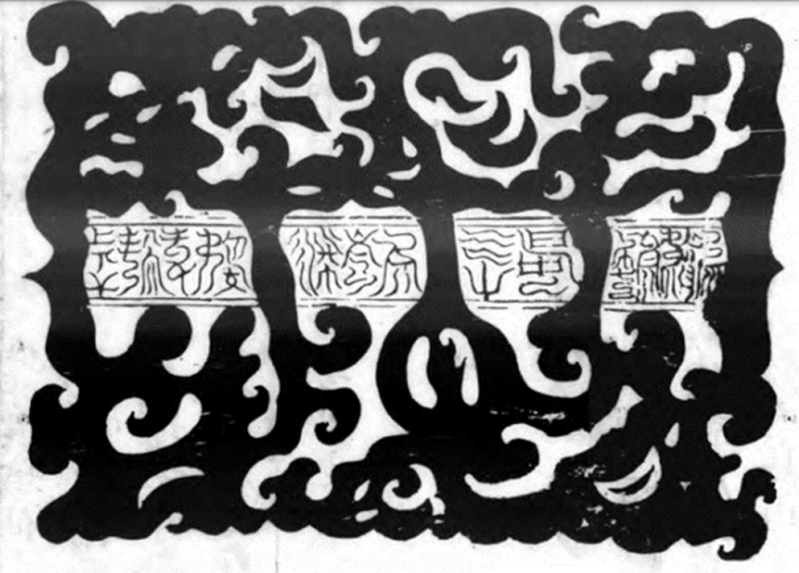
"Pintura da Visão Primordial", uma carta da forma verdadeira da "Topografia da Mais Alta Montanha do Homem-Pássaro" (1445).

Há diagramas medievais chamados de "diagramas da verdadeira forma" (zhengxin tu, 真形圖) que eram transmitidos privadamente e utilizados em rituais. Continham emblemas anicônicos misturados com texto, considerados a manifestação esotérica de escrituras sagradas ou o próprio qi cósmico condensado no momento da criação do mundo e refletindo escritos celestiais. Por isso eram tidos como as mais elevadas escrituras sagradas. Suas imagens deveriam evocar no praticante experiências imaginativas sobre interrelações entre corpo, cosmos ou elementos geográficos, e acreditava-se que contemplá-las poderia levar à imortalidade e à verdade inerente do Dao sem forma. A "verdadeira forma" pode ser também uma resposta às doutrinas budistas medievais.

Após a rebelião de An Lushan, houve maior abertura religiosa, mas ao mesmo tempo praticantes do taoismo não afiliados, apoiados por senhores da guerra locais, decidiam reformular os sistemas taoistas. Surgiu uma proliferação de escolas do taoismo, com novos ritos, deuses e iniciações em inéditas tradições hierárquicas e revelatórias. Alguns passaram a questionar os cânones ortodoxos na dinastia Tang. Isso se intensificaria depois no período Song. Houve inovações como por Du Guangting (850–933), que estabeleceu um modelo aos rituais aos mortos (zhai) e mostrou-se flexível aos cultos de deuses locais, tentando contrapor o taoismo às ameaças do budismo esotérico e de religiões populares; enquanto isso, outros sacerdotes taoistas conservadores tentaram retornar às práticas antigas de ritos clássicos. Du relata o surgimento de ritos que se consolidariam mais à frente, como um culto a Xu Xun (292–374), chamado "Puro Brilho" ou "Caminho da Lealdade e Filialidade" (Jingming zhongxiao dao), e ritos terapêuticos da família Zhang dos Mestres Celestiais.

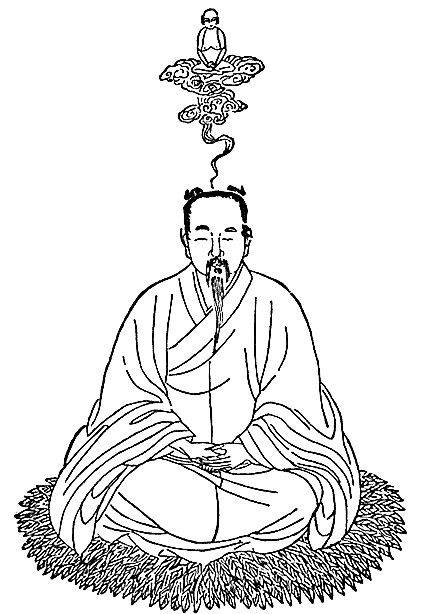
Ilustração do texto alquímico O Segredo da Flor de Ouro, publicado no século XVII. Ele foi obtido através da prática de "escrita de espíritos" em 1688 e 1692 por membros da comunidade taoista Jingming dao (escola do "Puro Brilho"), os quais alegaram ter recebido do espírito Xu Xun por meio de intermediários como Lü Dongbin, dentre outros. Esse texto foi difundido no Ocidente por tradução de Richard Wilhelm em 1920, com comentário de Carl Gustav Jung.

Há relatos da época também de ritos extracanônicos de exorcismo, invocação de almas e de "Ritos do Trovão", feitos por magos populares fora das tradições estabelecidas. Houve grande influxo do budismo tântrico, com taoistas incorporando mudras, mandalas e a meditação interna para acúmulo de mérito e eficácia dos rituais. Nas últimas duas décadas da dinastia Song do Norte, houve Mestres Celestiais que fizeram esquemas elaborados para articular os poderes do trovão, e os Ritos de Trovão também se espalharam à dinastia Song do Sul, além de práticas das escolas do Elixir de Ouro, do Divino Empíreo e do Coração do Céu. O Imperador e o Estado continuariam patrocinando taoistas em busca de proteção espiritual.
Durante a dinastia Song do Sul, foi importante também a consideração de que deuses locais estavam sobre o controle do Dao nas escrituras transmitidas em rituais de "escrita de espíritos", por exemplo seguindo-se o antigo culto a Xu Xun: seu espírito foi evocado em 1129 pelo líder cúltico He Zhengong, e este teria recebido em 1131 ritos secretos do patriarca espiritual. O culto a Xu Xun teria um reavivamento depois no século XIII. Outra divindade taoicizada foi Wenchang, Deus da Literatura em rituais, e suas supostas revelações em escrita de espíritos indicavam múltiplas reencarnações dele e a instabilidade da dinastia Song. Cultos e práticas taoistas como de retificação da mente continuaram a ser patrocinadas nas dinastias Yuan e Ming, com apoio estatal.

Durante o período Qing, a prática chamada "escrita de espíritos" (fuji) foi difundida entre leigos. Era uma técnica oracular para se canalizar comunicação entre o reino das deidades e os devotos que a utilizavam não eram particularmente taoistas, mas ela exerceu bastante influência sobre essa religião e também se modificou com seu desenvolvimento. A prática se difundiu no século XI, tanto entre altos oficiais e letrados, quanto entre leigos. Escrituras ditas "escritas por espíritos" se encontram no Daozang Ming. No começo do século XVII, altares de escrita de espíritos (também chamados "salões de fênix") se multiplicaram em ambientes domésticos privados, por pequenos grupos encabeçados por literatos, devotados no culto ao imortal Lü Dongbin. Esses grupos não eram fundados por monges e fizeram uma mudança da religião institucionalizada a uma religiosidade pessoal e local. Houve uma rede de leigos em diversas regiões que realizaram tal culto de escrita de espíritos, e receberam continuamente alegados textos espirituais sobre o autocultivo e refinamento alquímico interno. Pan Yi'an (彭伊安), um recipiente do século XVII do texto que no Ocidente viria a ser traduzido como O Segredo da Flor de Ouro, descreve o seu processo de composição inicial da primeira parte:
"Pelo que me lembro, foi no ano wushen [1668] que nosso santo patriarca Chunyang [isto é, Lü] começou a transmitir as 'Instruções'. Ninguém além destes sete recebeu esta transmissão. O ensinamento mais profundo foi [expresso em] não mais do que uma ou duas palavras. Não podia ser colocado em palavras e letras. Depois, os sete questionaram o Patriarca em detalhes. Como nosso santo patriarca não poupou misericórdia em dar esclarecimentos, [seus ensinamentos foram] compilados por dias e meses. Eventualmente, eles compuseram um volume."
A prática tornou-se popular em diversos sincretismos e novos grupos sectários no século XIX. Com a criação da República Popular da China em 1949, essas comunidades foram vistas como "sociedades secretas reacionárias", e ela foi em grande parte abolida.
Métodos taoistas foram bem influentes na cultura do esoterismo no Japão, sendo adaptados por adivinhadores yin-yang e monges budistas esotéricos, além de talismãs e magias terem sido utilizados também no xintoismo e Shugendō. A adoração astral de cunho taoista também lá entrou em voga do século VII em diante, quando imperadores foram associados a constelações. Houve também difusão de conotações práticas de imortalidade e de livros sobre técnicas de longevidade. Por meio das doutrinas budistas esotéricas Tendai e Shingon, foram trazidas práticas da China e objetos como talismãs e magias, rituais de proteção de residências, além de outras crenças de inspiração taoista. No período Heian, importou-se o sistema de administração chinês, inclusive com a criação de uma Secretaria de Yin e Yang especial (Inyôryô), que se utilizava de cosmologia yin-yang e astrologia por oficiais, para se adivinhar a fortuna. Esses métodos de adivinhação se difundiram à aristocracia no século X, para fins de sortes pessoais e feitiços de proteção contra azar e perigos, resultando na prática chamada inyôdô.

## Confucionismo

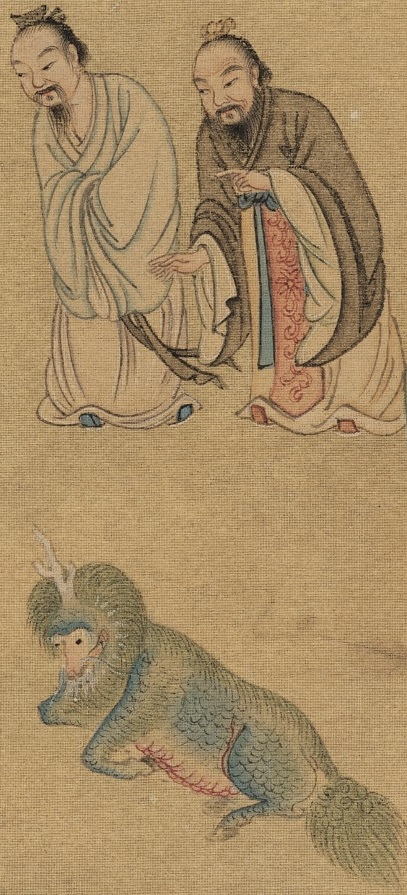
Confúcio identificando um qilin auspicioso durante uma caçada com o rei de Lu

Dos séculos IV a III a.C., surgiram linhagens de mestre-discípulo que interpretaram textos confucianos como os Os Anais de Primavera e Outono para além do conteúdo de crônica histórica, incluindo significados expandidos, que constituiriam vertentes de "classicismo esotérico". Pelo século II a.C., havia escolas interpretativas que se consolidaram por uma tradição principalmente oral, como a Escola Gongyang, que reivindicava deter o conhecimento secreto direto transmitido por Confúcio a Zi Xia, o qual teria chegado ao fundador Gongyang Gao. Intérpretes do Gongyang consideraram que Confúcio foi levado a disfarçar sua mensagem em "linguagem esotérica que incorporam os princípios últimos" ("ditos esotéricos e grandes dogmas", weiyan dayi), por motivos de uma realeza não realizada em sua vida ou por conta de falta de poder ou eficácia em estabelecer o Caminho a partir de seu ofício estatal. O Gongyang Zhuan ("Comentário de Gongyang") é sua explicação mais antiga sobrevivente, originalmente tendo sido transmitido de forma oral por cerca de três séculos antes da dinastia Han, até ser consolidado em escrita no século II a.C. Nele, frase por frase e palavra por palavra, o comentário decodifica pistas linguísticas dos ditos de Confúcio. Assim, a Escola de Gongyang se estabeleceu como a fonte do método mais fortemente esotérico e escatológico de se ler os Anais.
Durante a dinastia Han, o confucionismo se consolidou como a principal religião, porém com diversas vertentes. Dong Zhongshu (195–105 a.C.), um intelectual dominante durante reino de Wudi, modelou o confucionismo han segundo interpretações de Gongyang, promovendo uma sistematização e influenciando a produção de seu cânone. Ele se baseou em conceitos da cosmologia yin-yang, preordenações e interpretações de auspícios que determinavam as mudanças históricas e destinos das dinastias. Essa vertente se estabeleceu como uma ortodoxia estatal, principalmente após um cânone por Wudi e o uso profético feito por Wang Mang. Em 136 a.C., o imperador Wu havia decretado "a abolição das Cem Escolas de Pensamento e a supremacia do confucionismo somente". Nos séculos II–I a.C., surgiram as escrituras Chenwei (讖緯): os Wei eram afirmados como complementares aos clássicos e que conteriam o significado esotérico deles, enquanto os Chen eram oráculos e previsões derivados das interpretações esotéricas. Tiveram uso político para prognóstico da ascensão e queda de dinastias, sendo empregados pelas classes dominantes. No entanto, as falhas do mandato do imperador Wang Mang levaram ao descrédito do Gongyang e dos Chenwei. Eruditos confucianos substituíram a então forma dominante do confucionismo por outra que ficou conhecida como sendo a "Escola do Velho Texto", que era cética em relação ao cunho sobrenatural da escola anterior. Ao período Han tardio (século III), ocorreu a eliminação dos aspectos esotéricos do confucionismo. Os Chenwei deixaram de ser interpretações de autoridade sobre significados escondidos dos clássicos e foram proibidos em 282 pelo imperador Wu de Jin. Em 485, Xiaowen ordenou a queima dos livros chen. Houve outras proscrições ao longo dos séculos em dinastias posteriores.

A característica desse confucionismo han inicial, que se tornou heterodoxo, era o uso esotérico com cunho político, como um utópico messianismo confuciano: a ideia de uma Era de Ouro que seria realizada por um imperador-sábio que estabelece a ordem cósmica, segundo o autocultivo dos princípios celestes. Confúcio também foi deificado como um profeta onisciente que sabia o que estava estabelecido para ocorrer, e imperadores exploraram as superstições e suas alegadas profecias para seus interesses. Em alguns textos apócrifos, ele aparecia como uma figura gigante com nove cabeças. Um exemplo é a passagem de sua biografia em que o unicórnio lin é capturado em uma caça: no apócrifo han Uma Carta Confuciana Explicando os Segredos dos Anais, esse unicórnio serve de anúncio a mudanças políticas e à continuidade do ensino secreto confuciano, mesmo após a morte de Confúcio.
"Depois que o lin foi capturado, o céu choveu sangue que se formou em escrita no portão principal da capital de Lu, e que dizia: 'Preparem rapidamente as leis, pois o sábio Confúcio morrerá; Zhou será destruído; um cometa aparecerá do leste. O governo dos Qin surgirá e de repente destruirá as artes literárias. Mas embora os registros escritos sejam então dispersos, os ensinamentos de Confúcio não serão interrompidos".
Ao final do século XVIII, as interpretações esotéricas ressurgiram como a "Escola do Novo Texto". De cunho filológico, buscaram resgatar os textos clássicos que deixaram de ser ortodoxos após Wang Mang. Ela foi iniciada por Zhuang Cunyu (1719–1788), um acadêmico classicista que, em suas pesquisas, reencontrou a tradição exegética han do Gongyang, a qual era ignorada por filólogos de seu tempo. Seus trabalhos continuaram na obscuridade, até serem reconhecidos por Liu Fenglu (1776–1829), Song Xiangfeng (1776–1860), Gong Zichen (1792–1841) e Wei Yuan (1794–1857). Essas tendências interpretativas levaram a um uso prático em reformismo político, culminando em Kang Youwei (1858–1927), que fez dela uma interpretação radical e denunciou a falência do governo da dinastia Qing. A partir dos escritos gongyang, os quais considerava como sendo os verdadeiros ensinamentos de Confúcio, aplicou a noção de que a humanidade se movia em direção linear a um progresso de Três Eras: da Era do Caos à Era da Igualdade Ascendente, até a última Era da Grande Concórdia.

## Tradições indianas
Linguisticamente, há diversos termos em sânscrito que podem ser considerados próximos à noção de esotérico: adhyātmika ("espiritual"), alaukika ("não mundano"), alaukika jñāna  ("conhecimento espiritual"), gupta ("escondido"), gupta sādhana ("rituais secretos"), siddha darśana ("percepção oculta").
Diversos acadêmicos se utilizam da expressão "esoterismo hindu", em comparações aos elementos alquímicos e hataióguicos do misticismo hindu, conectados principalmente com o tantrismo. Há também culturalmente linhagens espirituais hindus de transmissão e iniciação direta, envolvendo um mestre e um pupilo, remontando pelo menos aos tempos históricos de 1500 a 1000 a.C. Elizabeth De Michelis considera que, apesar de paralelos na categoria de esoterismo, as práticas hindus esotéricas são muito mais amplamente aceitas e empregam elementos da tradição convencional do hinduísmo clássico, enquanto o esoterismo ocidental tem a conotação de ser um conjunto marginal em relação à ortodoxia. Houve elaboração da categoria em eixo Ocidente-Oriente no desenvolvimento moderno do hinduísmo, com processos de esoterização e influenciação cruzada por exemplo no Neovedanta e Ioga. Segundo Richard Kaczynski, "pode-se generalizar que tanto no esoterismo indiano quanto no ocidental há uma tendência a sublimar a busca religiosa".
Gordan Djurdevic considera o Ioga como análogo à magia na busca de poderes (considerados sagrados), cultivo de imaginação (correspondente à meditação) e princípio de eros (busca de união). Ele também aponta a categoria de esoterismo segundo as definições de Antoine Faivre como um fenômeno transcultural e aplicável aos Nāth Siddhas, que compartilham os componentes de doutrina de correspondências (macrocosmo-microcosmo), de natureza viva (no conceito de Xácti), de transmutação (como a "reversão" do ulṭa sādhana), de prática da concordância (no ideal de uma sabedoria unitiva de diversas tradições), da transmissão de conhecimento por iniciação e de uma gnose em suas práticas iogues. Eles foram também um dos primeiros grupos religiosos na Índia medieval a se utilizarem da língua vernácula ao invés do sânscrito para transmitir ideias esotéricas, mas fizeram igualmente uso de estratégias retóricas em uma "língua secreta", tal como empregar paradoxos nos poemas para indicar uma reversão do mundo ordinário, numa chamada "língua de cabeça para baixo" (ulṭabāmsī), em ambivalências que reforçam o caráter dispensável da linguagem e subversivas da ideologia bramânica de que haveria hierarquias nos significantes da realidade convencional. Para a ideologia nāthista, apenas em relação à Realidade absoluta, e não às suas representações, que se pode considerar um nível, tal como os adeptos distintos que a atingem: conhecedores dos segredos e que controlam seus sentidos e sexualidade, independente da classe social.

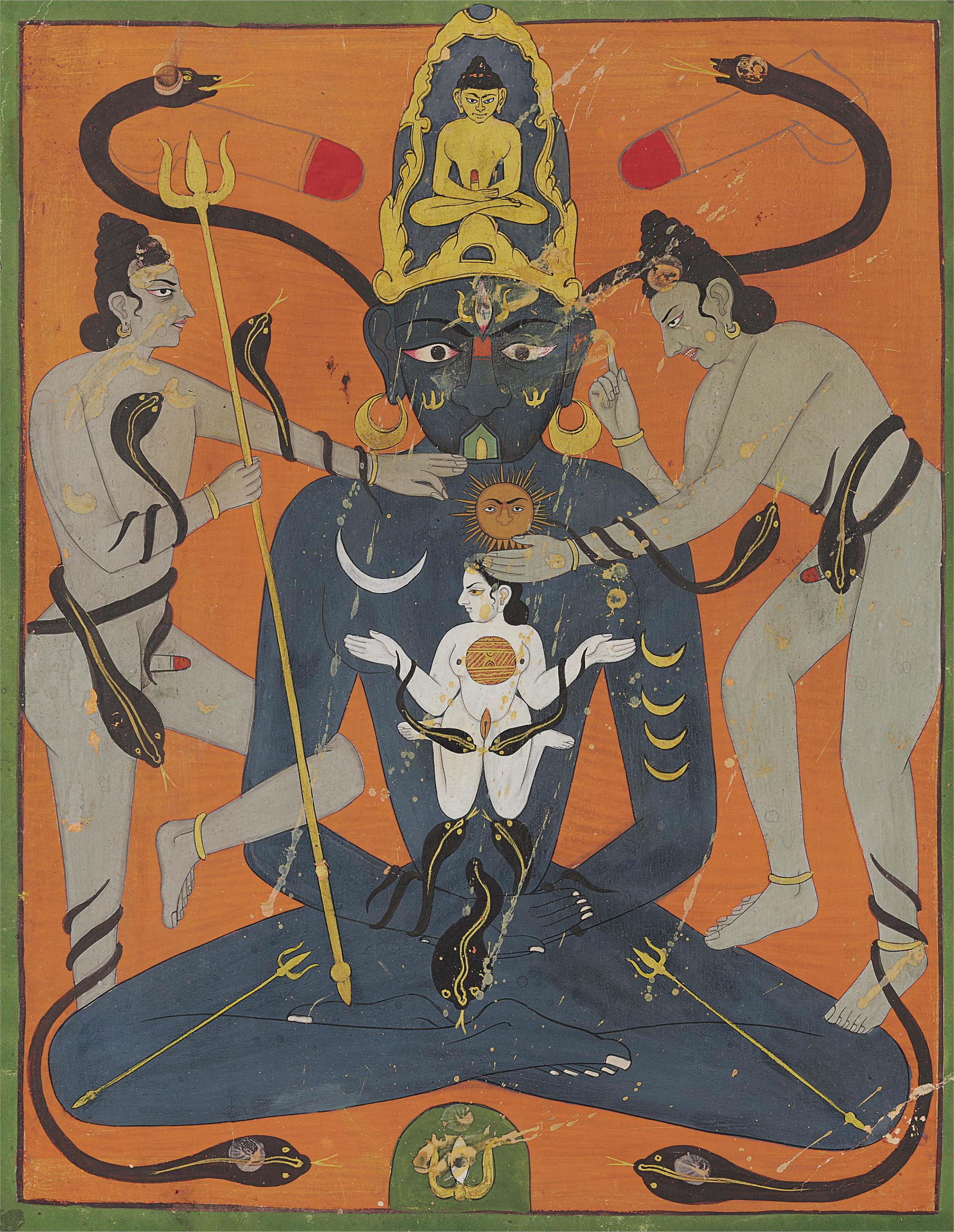
Pintura de Tantra Kundalini (século XVIII), representando aspectos cósmicos celestes no corpo e o movimento da kundalini como cobras najas envoltas no iogue.

O Tantra é considerado um rebento de tradições védicas-bramânicas e iogues cujo sistema se caracteriza principalmente por correspondências de macrocosmo e microcosmo e também por uma reintegração do mundano ao caminho salvacional, como por exemplo o emprego ritual da sexualidade e de um dualismo para se atingir a não-dualidade. Os ritos erotocêntricos são por vezes referidos como "da mão esquerda" (vāmācāra) nos ditos hindus, mas não pelos budistas, e, em literatura sânscrita e testemunho dos tântricas praticantes, é atribuída a eles uma origem extraindiana. Na Índia, o tantrismo búdico assimilou deuses hindus como símbolos, assim também no Japão em sincretismo com o Xintó e no Tibete com os deuses bön nativos.
Muitos de seus elementos são nativos da Índia, mas é difícil de saber quais são originários de doutrinas védicas e quais de doutrinas budistas; ambas se influenciaram e podem ter assimilado umas das outras no mesmo período de desenvolvimento, bem como terem se utilizado de outras fontes não hindus. Cronologicamente, é também uma questão difícil de ser traçada, com tantras xaivas aparecendo em evidência nos séculos IX e X, enquanto tantras budistas podem ser datados com melhor precisão a nível de décadas e com mais evidência a épocas anteriores; assim, o que se pode afirmar é que houve diversas conexões e compartilhamentos dentre as tradições indianas, porém cada uma com desenvolvimentos únicos igualmente. Além da literatura budista e pancharatra/xaiva, os tantras se utilizaram de materiais da literatura dárani e também de fontes políticas com referência a uma ideologia de realeza, como se verifica no sistema tântrico mais antigo do Ekākṣara-uṣṇīṣa-cakravartin ("O Imperador Universal do Uṣṇīṣa do Buda [assumindo o aspecto de] uma Única Sílaba").
O texto fundante Kulārṇava Tantra do século XII afirma que as doutrinas dos Vedas, Sastras e Puranas podem ser reveladas, mas que as dos ágamas xaivas e xactas (ou seja, os tantras) devem ser mantidas em segredo.

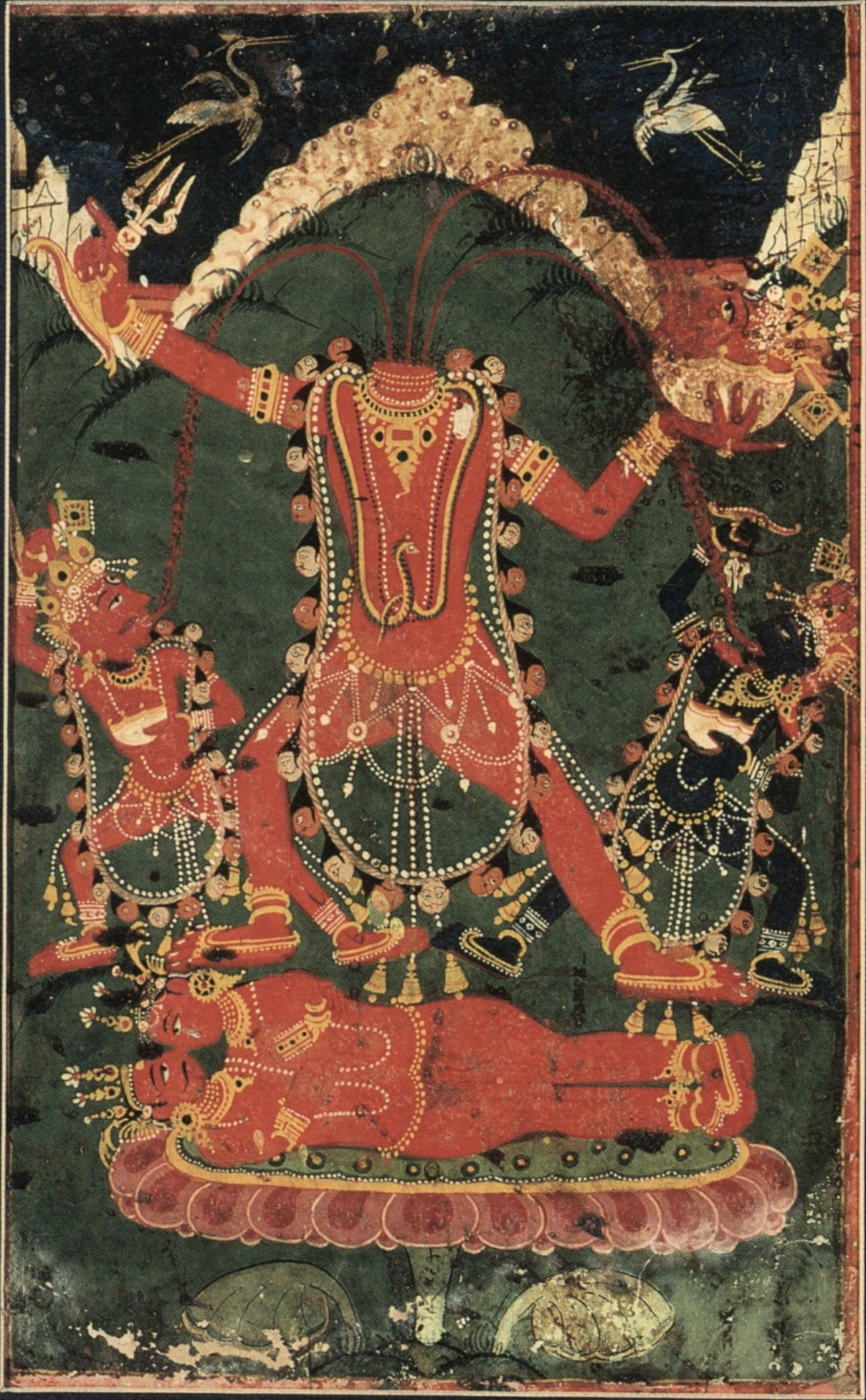
Chhinnamasta sobre Kama e Rati (Nepal, século XVIII). Houve sincretismo do tantrismo hindu com o budismo: essa deusa originalmente se derivou da buda Vajrayogini da Cabeça Decepada, cuja prática ritual foi estabelecida pelas mulheres budistas Laksminkara, Mekhala e Kanakhala na Índia dos séculos VIII e IX. A sua autodecapitação simbolizava o sacrifício, a fonte feminina de energia e sua nutrição compassiva, e o corte do dualismo e do apego ao ego.

Tantras considerados núcleos são os tantras Guhyasamāja (compilado no século V-VI), Cakrasaṃvara (século VIII), Hevajra, Vajravārāhī, Kālacakra, dentre outros textos do Anuttara Yoga (mais tardios, entre os séculos VIII e XI). Muitos de seus elementos e afirmações são considerados subversivos, tal como o comportamento dos siddhas, mas esses escritos foram interpretados também em se rejeitando o significado literal e assumindo uma narrativa simbólica, como através de uma linguagem codificada: sandhābhāṣā, uma linguagem "com intenção", que seria intencionalmente obscura aos não iniciados e que é um dos principais métodos dos discursos índicos, não sendo exclusiva das tradições budistas. Max Müller traduziu esse termo sânscrito pela primeira vez como "ditos escondidos", E. Burnouf em 1852 como "fala enigmática" e Haraprasad Shastri em 1916 como "linguagem crepuscular"—termo preferido por alguns acadêmicos recentes (com críticas a essa tradução), enquanto também foi proposta a tradução "linguagem secreta" ou "linguagem codificada".
Nos movimentos esotéricos indianos, a linguagem secreta evidencia diversas funções. Uma é evitar perseguição e julgamento sobre práticas que eram marginais de acordo com as normas sociais. Outro tema que evocava era a inexpressabilidade de certos conceitos por meio da linguagem, considerada limitada. Além do mais, com o sigilo se ganhava cunho de capital simbólico, com elitismo e empoderamento social próprio, em que as comunidades heterodoxas se contrapunham à tradicional hierarquia de classes. Também servia de proteção, em que conhecimentos considerados perigosos não eram divulgados; em contrapartida, o alegado perigo e poder destruidor do ensino velado também gerava atração: a publicidade da existência de um segredo aos ouvintes de fora constituía parte de uma estratégia frequente do esoterismo, a da pseudossimulação, preterindo-se sua revelação.

A numerologia também é importante à terminologia tântrica:
"A classificação quíntupla apresentada nos tantras é notavelmente abrangente, abraçando objetos de todos os tipos concebíveis; inclui o infame conjunto de "cinco Ms" (peixe, carne, vinho, mudrā, relação sexual) e até mesmo um conjunto de cinco "fluidos corporais" (fezes, urina, sangue, sêmen, carne). Além disso, inclui conjuntos de princípios doutrinários, como os cinco skandhas (fatores da existência), os quatro kāyas (corpos de Buda) e a tríade prajña, upāya, bodhicitta (sabedoria, meios, mente iluminada). Por exemplo, prajña, upāya e bodhicitta são identificados com as tríades feminino/masculino/união, Amitābha/Akṣobhya/Vairocana, e assim por diante, e assim são implicitamente atribuídos aos grupos água, fogo e espaço, respectivamente."

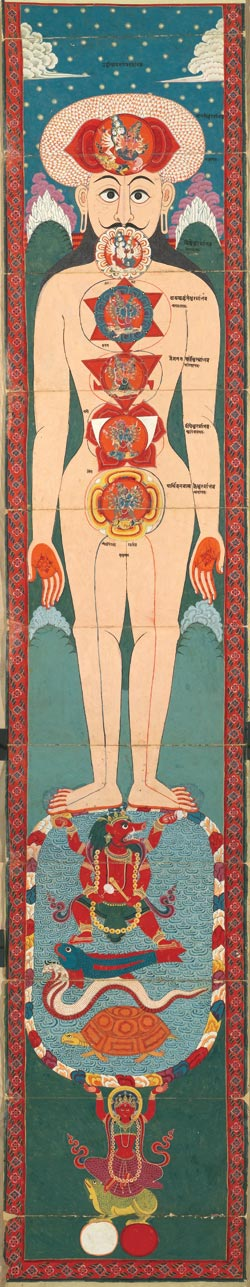
Chacras no corpo sutil (Nepal, século XVII)

Também a língua e a vocalização adquirem conotações místicas, como na noção do sânscrito ter sido considerado "linguagem sagrada", e seus sons e caracteres, de consoantes e vogais a sílabas e palavras, adquirindo fundo oculto e de segredo. Nas Upanixades, já se encontram especulações sobre a eficácia mística da linguagem e da fala ritual, como sobre o som Om. O aspecto críptico de enigmas védicos foi detido profissionalmente também pelos sacerdotes brâmanes, como iniciados dos rituais dos segredos esotéricos, sendo realizados rituais públicos de adivinhas ou competições de enigmas nos sacrifícios, além de enigmas de versos serem também populares em círculos privados.
Em diversas seitas tântricas, o fenômeno de produção do som pelo corpo humano é tido como correspondendo a dimensões macrocósmicas, como réplica de processos da Criação, desde a Origem, definindo-se na teologia hindu uma metafísica da Palavra e cosmogonias fônicas e fonéticas. O som é visto como uma substância divina, assim também com a pronúncia sânscrita, o que justifica técnicas meditativas de recitação de mantras em que há correspondência aos significados simbólicos de cada letra, sílaba ou palavra e sua entoação sacrossanta em mantras. Na vertente do Tantra xacta (Śakta-Tantra), considera-se a polaridade sexual de Bramã, masculino e feminino, como participando da evolução cósmica e criação em analogia à reprodução humana: o som cósmico, Nāda-Brahman, é considerado a vibração primordial resultante do ato sexual de Xiva e Xácti, o qual é transmitido às vibrações da atividade e fala humana e que se concentra no ponto originário do som, Nāda-Bindu. Assim, é conferida uma importância a instruções orais por um guru, como de fórmulas de mantras e bījas, que são simbólicas. Nos versos iniciais do Śāradā-tilaka-Tantra (século XI) é descrito:
"De Śakti vem Nāda, isto é, o som nasal representado por um semicírculo e aqui posto aparentemente para som imanifesto. De Nāda vem Bindu, ou seja, o ponto que representa anusvāra. Este Bindu possui as qualidades da Śakti mais elevada e é ele próprio feito de três partes, a saber, Bindu, Nāda e Bīja. Da divisão deste Bindu superior, o som é produzido. O som que é assim criado toma forma em letras e palavras. Letras e palavras formam mantras; portanto, os mantras encarnam, por assim dizer, o poder de Śakti, que é o poder de Parameśvara"
Segundo esses sistemas, a ressonância emitida na pronúncia das letras e suas combinações repercute na criação como Nāda-Brahman, em diversos efeitos, tal como a unificação do praticante em retorno a Bramã. Associam-se também os centros energéticos do corpo (Chacras) como reservatórios de letras e sílabas latentes (mātṛkās) de acordo com suas pétalas de lótus, e as iniciações esotéricas chamadas dīkṣās em grande parte fazem referência a essa distribuição de letras. Confere-se também importância à Palavra (vāc) nas doutrinas xaivas, por exemplo em Abhinavagupta (c. 950–1016) no Xivaísmo da Caxemira, com parāvāc como a Palavra incriada e primordial sendo em essência o nível maior da realidade, correspondente à consciência pura, mas também abrangendo todos os níveis de palavras. Assim, o tantrismo reconhece maiores aplicações psicossomáticas e contemplativas em uma ciência dos mantras (mantra-śāstra), conectando as vibrações (spanda) dos sons a deidades, elementos físicos e conceitos abstratos.

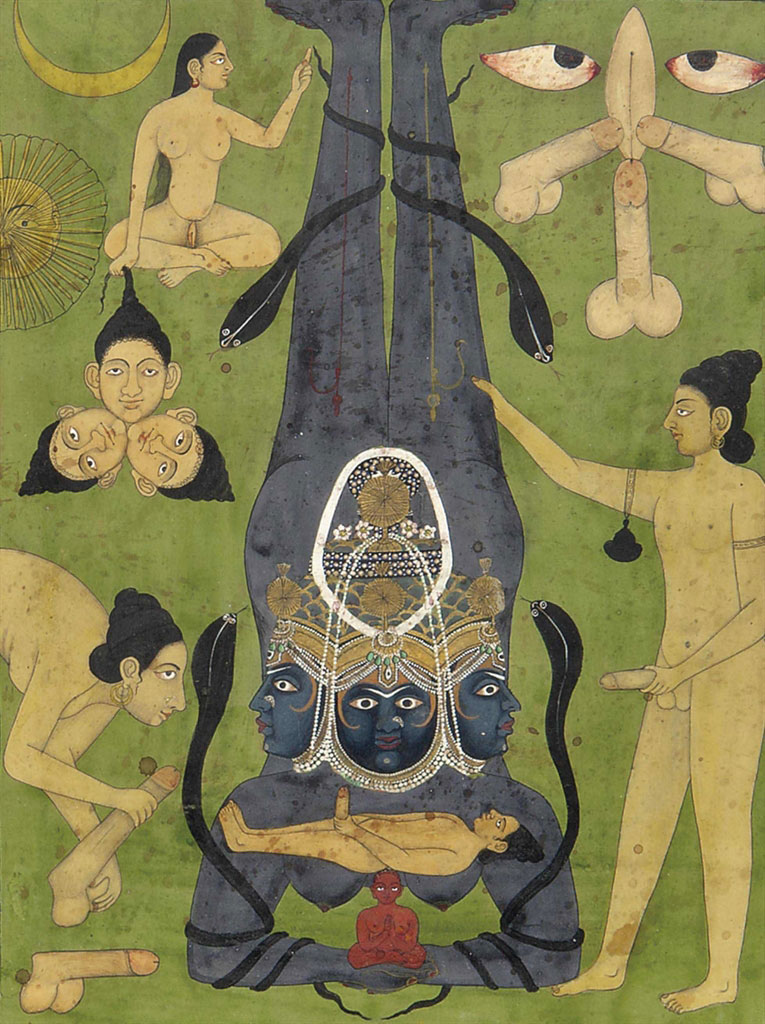
Pintura tântrica de Xiva (século XIX)

Métodos meditativos de visualização de deidades foram também herdados pelo tantrismo. No budismo, as instruções de visualizações precedem as vertentes esotéricas e não são exclusivas dele, porque se encontram também no xaivismo.
Um dos grupos tântricos mais conhecidos por práticas escandalosas foram os kāpālikas ("homens do crânio") na Índia Medieval, entre os séculos VII e VIII. O seu nome deriva de kapāla, crânio, pois se utilizavam de um crânio humano como tigela de mendicância. Eles eram seguidores de Xiva e reverenciavam a forma furiosa desse deus, Bhairava, imitando-o em rituais transgressivos, como manchar o corpo com cinzas dos campos de cremação, práticas orgiásticas, relações sexuais com mulheres de classe baixa, sacrifícios humanos, consumo de carne e álcool. David Lorenzen considera, no entanto, a escassez de fontes primárias, e que as informações históricas sobre eles podem ser ficções de outras tradições para depreciá-los. A única seita sobrevivente atualmente que é derivada dos capálicas é a dos aghoris, que são similares aos predecessores e costumam habitar em campos mortuários. Segundo Ronald L. Barrett, eles se inclinam tanto ao "caminho da mão esquerda" quanto ao "caminho da mão direita", e seu sádana mortuário serve para cortar apegos e aversões, colocando em primeiro plano a primordialidade, em retorno de uma visão inculta e não domesticada:
"Os gurus e discípulos de Aghor acreditam que seu estado é primordial e universal. Eles acreditam que todos os seres humanos são aghori natos. Hari Baba disse em várias ocasiões que os bebês humanos de todas as sociedades não têm discriminação, que eles brincam tanto em sua própria sujeira quanto com os brinquedos ao seu redor. As crianças tornam-se progressivamente discriminatórias à medida que crescem e aprendem os apegos e aversões culturalmente específicos de seus pais. As crianças tornam-se cada vez mais conscientes de sua mortalidade à medida que batem com a cabeça e caem no chão. Elas passam a temer sua mortalidade e então atenuam esse medo encontrando maneiras de negá-lo completamente."
Em Bengala, do século XVII ao século XIX houve desenvolvimento de grupos tântricos esotéricos com práticas ióguicas, como dos karthābajas e sahajiyās vaixnavas, envolvendo rituais sexuais, embora em alguma medida tenha havido expressões exotéricas também em movimentos devocionais. A um exemplo, em versos do Amtarasāvalī (c. 1750) do Vaiṣṇava Sahajiyā, é empregada uma analogia transformada do "rio" como "canal ióguico" a que os fluidos sexuais e consciência do praticante devem percorrer, a partir do mundano, para se alcançar um local celeste e beatífico chamado de "O Lugar da Lua Escondida" (guptacandrapur).
No Império Mugal do século XVII, o príncipe Dara Xucô, adepto das filosofias esotéricas de Ibn Arabi e do iluminacionismo, cercado de hindus iogues, sufis e outros místicos de diversas religiões, realizou a primeira tradução das Upanixades a outro idioma fora da esfera indiana, no livro de c. 1657 Sirr-i-Akbar ("O Grande Segredo"), com sua interpretação pessoal. Assim como em sua outra obra comparativa sobre as tradições hindus, Majma-ul-Bahrain ("O Ponto de Encontro dos Dois Oceanos", c. 1655), Dara foi influenciado pela antiga historiografia islâmica de que os indianos possuíam uma religião politeísta das massas, enquanto se reservava um aspecto monoteísta a uma elite; além do mais, conforme uma tendência perenialista, traçou uma "verdade esotérica" monoteísta à obra indiana, e afirmou o deus Bramã como o profeta Adão, que teria feito antes de Maomé uma revelação à páreo da doutrina do tawhid ("Unidade") no Corão. Ele identificou o corpus indiano como o "livro oculto" (kitāb maknūn) e "mãe do livro" (umm al-kitāb) mencionados no Corão. Dara influenciou a recepção ocidental por Abraham Hyacinthe Anquetil-Duperron, que foi o primeiro tradutor europeu das Upanixades e também as considerava uma fonte de conhecimento escondido, acreditando em uma "doctrina orientalis" de acordo com categorias da prisca theologia e do esoterismo ocidental.
A partir da década de 1880, doutos do sul asiático, em maioria bengalis, realizaram intervenção no jornal Theosophist a favor do Tantra, comparando-o a doutrinas ocultas europeias e, em movimento de agência própria, divulgaram-no com o termo "ocultismo indiano".

## Budismo

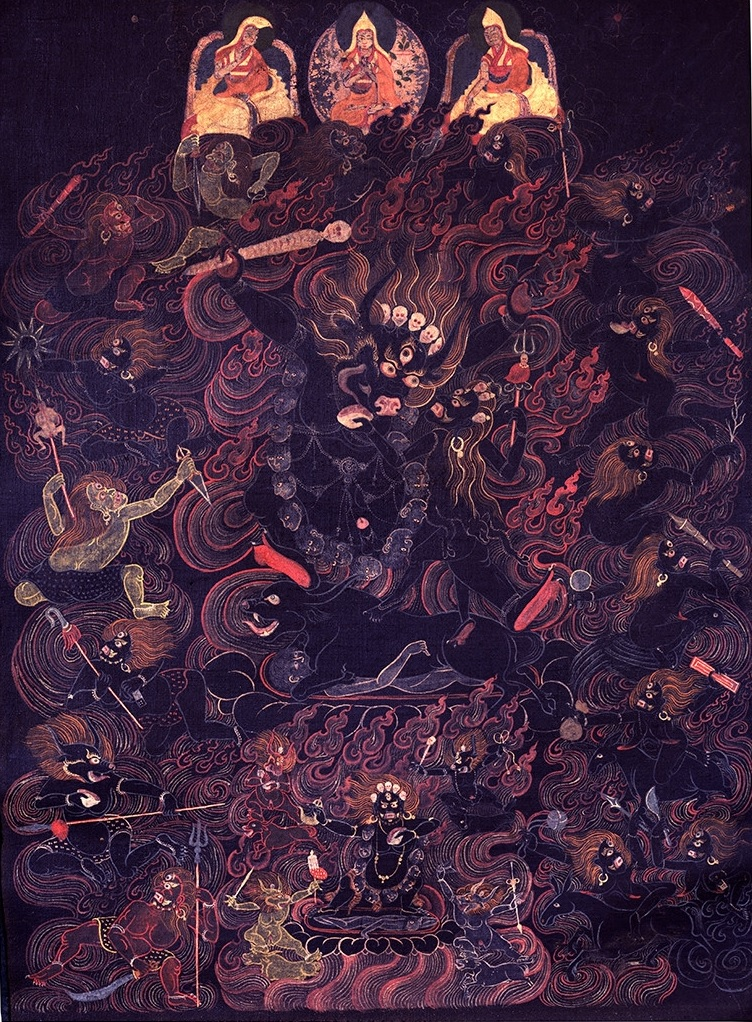
Iama Darmaraja, baseado no deus hindu da Morte e do Inferno de mesmo nome (Iama), segurando um bastão de crânio e um laço para capturar almas, montado sobre um búfalo. Ele se tornou posteriormente um protetor (dharmapala) da linhagem Guelupa, e acima está Tsongkhapa. No budismo tântrico, seu símbolo de captor foi também sublimado a um aspecto positivo de libertador, levando ao espiritual e à imortalidade, com sua corda servindo para fins dármicos. Pintura da Mongólia (século XIX).

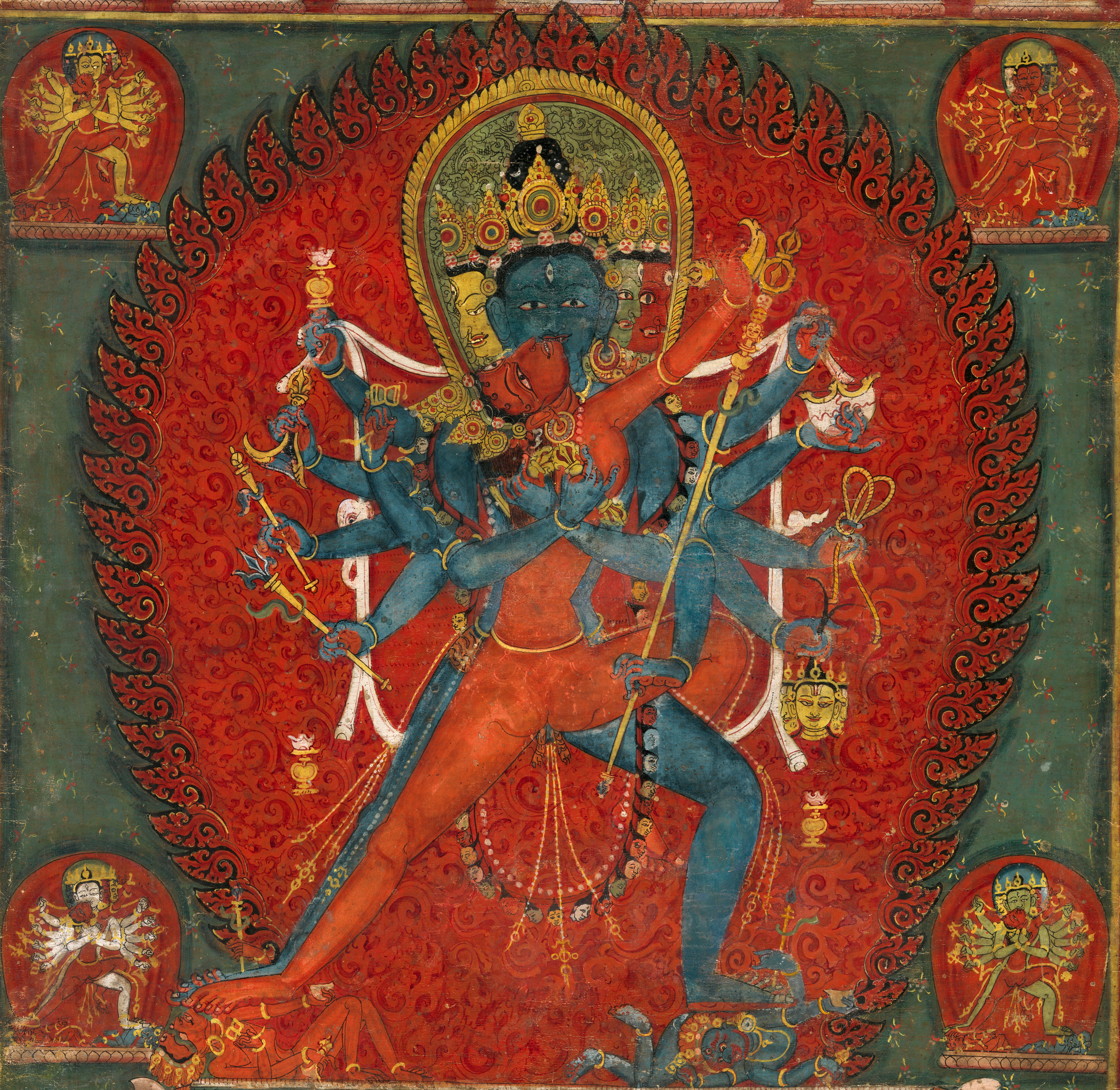
Chacrasamvara abraçando sua consorte Vajravārāhī (Yab-Yum). Nepal, século XVII

"Budismo esotérico" é uma designação criada modernamente, porém corresponde em parte ao fenômeno do Leste Asiático pelos termos indígenas mijiao (密教) e bimi (秘密), que podem ser traduções em referência ao termo índico guhya ("secreto"). A mera equação desses termos, porém, apresenta problemas. Em geral, utilizam-se também de maneira intercambiável os termos "budismo tântrico", "budismo esotérico" e "Vajraiana"—vajra significando "diamante" ou "raio", em referência ao estado de desperto imutável e indestrutível.
Segundo Ronald M. Davidson, os requerimentos mínimos necessários que são definidores do budismo esotérico é um ritual de entrada, um mandala, rituais homa, mudras, mantras e a advertência do sigilo. As escrituras dáranis mais antigas que descrevem perfomances rituais como a do sacrifício de fogo (homa) e oferenda ao fogo sagrado (yajña) são do século VI, como o Dhāraṇīsaṃgraha de Atigupta (Atikuta), que descreve um arranjo de figuras, consagração ritual, oferendas homa e condiciona o estabelecimento de mandala dentro de um pavilhão como secreto, proibindo-se aos discípulos de falar dele a qualquer um que não tivesse recebido abicheca. Já no Amoghapāśahṛdaya, o rito abicheca é apresentado não como ritual de transmissão, mas como purificatório para pacificar as perturbações de um país. Coleções rituais ou de mantras são traçadas entre o século V e VII, enquanto coleções de magias continuam até o presente. Esse material inicial costuma ser chamado de "proto-tântrico" em literatura crítica. Alguns desses compêndios podem ter sido referidos alternativamente como Vidyādhara-piṭaka ("Cesta do Feiticeiro") e servido de inspiração a outras coletâneas sobreviventes, as quais possuem afinidade também com a literatura siddha.
Há também quem aponte que ensinos budistas "ocultos" podem remontar até ao século III, conforme indícios de sistemas tântricos como dos Três Mistérios no Miji jingang lishi jing (密迹金剛力士経, ou Guhyakādhipatinirdeśa), e relatos de transmissão por oralidade, que porém não deixou evidência material. Porém, nem todas as vertentes acadêmicas consideram que o budismo esotérico se enquadra dentro da categoria do tantrismo, ou que todo budismo esotérico seria tântrico. O Pratyutpanna Samādhi Sūtra (século I a.C.-século II) pode ser considerado proto-esotérico em seu conteúdo e também precursor da linhagem Terra Pura. Apesar de o Tantra e o esoterismo Terra Pura possuírem objetivos diferentes―este último visava atingir o paraíso Sukhavati e outras terras búdicas onde poderiam ser desenvolvidas técnicas esotéricas ainda mais sublimes―ambos foram desenvolvimentos do Maaiana e não eram mutuamente excludentes. Já o budismo esotérico do Sul, também referido como "Teravada esotérico", apresenta elementos meditativos semelhantes ao tantrismo e transmissão por linhagem de mestre-discípulo, porém não foi influenciado pela literatura tântrica e sânscrita; parece ter se desenvolvido de forma independente, usando apenas textos em páli, centralizado como a língua sagrada de seus sistemas esotéricos; nota-se nele, por exemplo, a ausência de rituais sexuais, os quais são distintivos do Tantra.
Davidson sugere que a disseminação da expertise ritual foi favorecida por mudanças nas circunstâncias geopolíticas e necessidades dos budistas, após a queda dos guptas e o declínio da ordem social no Norte da Índia. Ocorreu institucionalização do budismo esotérico na Índia medieval, conforme se articulavam novos discursos cosmológicos e exigiam-se decisões de comunidades contemplativas e intelectuais maaianas, que sofriam declínio na capacidade de atuação política; surgiu também a subcultura dos siddhas ("Aperfeiçoado"), como figuras santas budistas à margem da sociedade e dos monges e que realizavam métodos rituais próprios. Assim também posteriormente pode ter ocorrido no budismo tibetano através de momentos de desarticulação, segundo Samten Karmay com uma mudança de tendência ao tantrismo tendo se desenvolvido após a perseguição de instituições monásticas pelo rei Langdarma (século IX), enquanto movimentos não monásticos tântricos continuaram com vitalidade mesmo sob a fragmentação política depois da dissolução do Império Tibetano.
O primeiro sistema tântrico registrado na literatura foi o Uṣṇīṣa, que passou a ser subsumido na metade do século VIII em escrituras de um cânone vajra-uṣṇīṣa, que tinha por ideia apresentar um desenvolvimento maior e superior à literatura anterior, mas o principal competidor do sistema inicial foi a literatura amoghapāśa, em que a figura de Avalokiteshvara era mediadora na integração de rituais e iconografia de origem não budista e continuou central em centros na Índia e China. Também na metade do século VIII, houve uma radicalização do tantrismo com a santificação do envolvimento de espíritos tribais ou párias como yakshas, dákinis, yoginis e herukas.
Uma das características mais distintas do budismo esotérico em relação ao hinduísmo esotérico ocorre na atribuição simbólica da polaridade masculino/feminino: na prática erotocêntrica budista, o feminino é visto passivamente como "sabedoria" (prajña), enquanto o masculino é considerado no papel dinâmico de "método" (upaya); no hinduísmo esotérico, é válido o reverso também: o feminino simbolizando poder e atividade, e o masculino sabedoria e passividade.

Há um conflito dentro das escolas não-esotéricas e esotéricas do budismo entre as alegações de que o Buda não teria escondido nada e revelado tudo, e a de que o Buda teria reservado ensinamentos secretos. Por outro lado, considera-se em escrituras pré-maaianas (ou não maaianas) e maaianas que o Buda não revelou tudo ao se manter em silêncio sobre questões não respondidas, apesar de eles poderem ter reconciliado isso com a afirmação de que, com tal, também não as ocultara. Houve uma transição de grau de segredo e transparência entre o budismo inicial e tardio, no começo enfatizando-se a transparência dos ensinos de Buda em comparação ao segredo védico dos brâmanes. Há escrituras do Cânone Páli que negam o segredo, como no Mahāparinibbānasutta (Dīghanikāya 16 II,100), e também do Maaiana, como o tatagatagarba Mahāparinirvāṇamahāsūtra:
"Ó Exaltado! Como é [isto]? Existem segredos no que foi ensinado pelo Exaltado? Por favor, não mantenha [nenhum ensinamento] em segredo sob a forma de ‘declarações intencionais’ (ābhiprāyikaṃ vacanam: dgongs pa’i tshig = bsam pa can gyi tshig). Ó Exaltado! Como é [isto]? Os ensinamentos do Buda são semelhantes a uma mulher ilusória, uma criação mágica, criada pelo dispositivo mágico (diagramático) (yantra: ’khrul ’khor) de um ilusionista e mágico?” [O Exaltado] respondeu: "Não há segredos em meus ensinamentos, e os ensinamentos do Buda, como uma lua crescente no outono, são imaculados, não manchados de marcas, sem confusão, livres de segredos e grandes segredos, e são transparentes (ou claros)"."

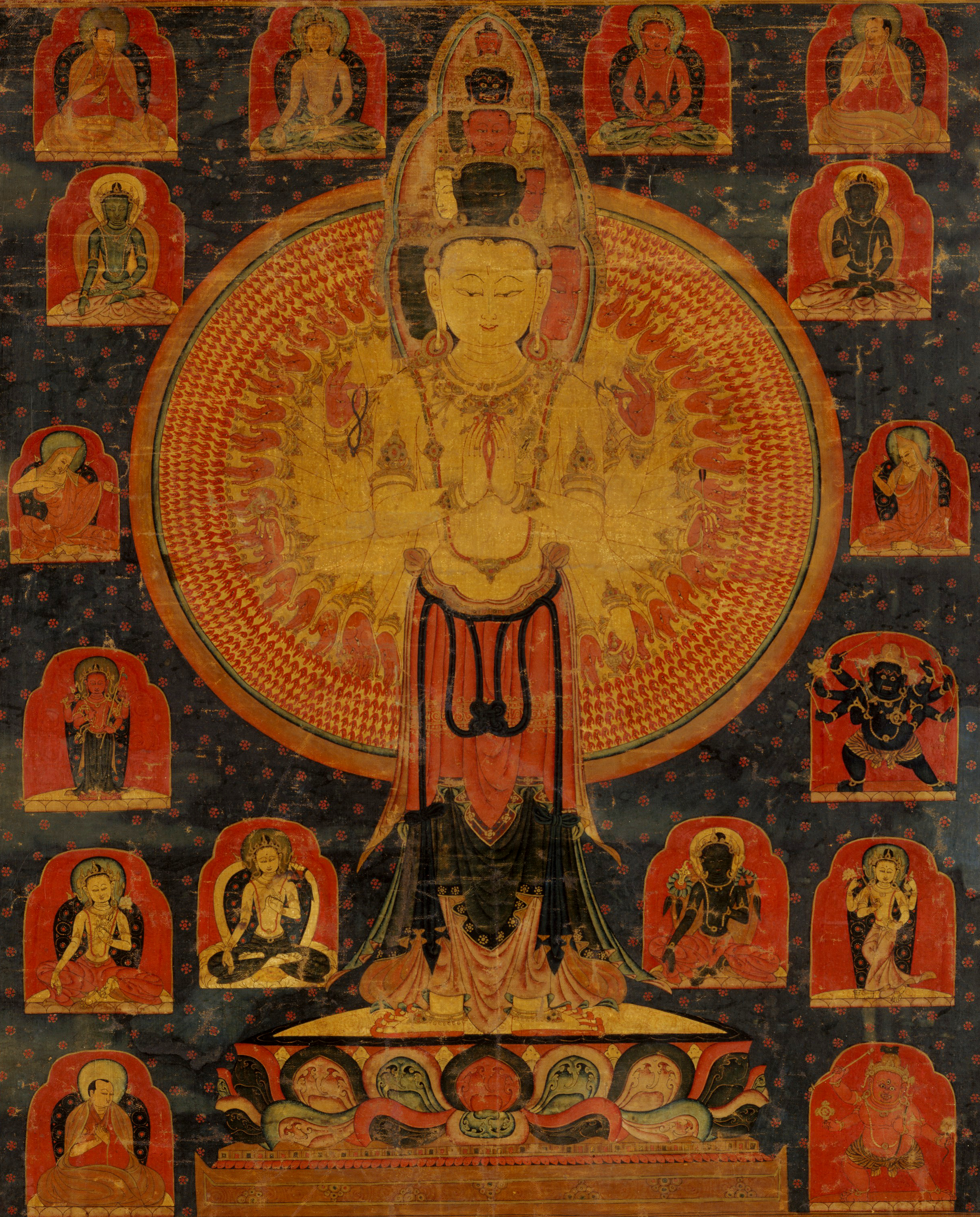
Avalokiteshvara de Mil Braços, thangka do Tibete (século XIV)

Outra dimensão considerada do segredo é a de mistério epistêmico, vista pelo Bodhisattvayāna e Maaiana, de que a cognição e conceituação ordinária não possui acesso à realidade extraordinária dos seres despertos. Textos chineses do século III e IV já realizavam a distinção das doutrinas anteriores do Hinaiana, consideradas "exotéricas" e simples, ao passo que chamavam o Maaiana de esotérico (mijiao) e defendiam-no como superior e profundo. Já o Vajraiana considera o que chamam de "Veículo Secreto" (em tibetano: gsang ba’i theg pa), um termo consolidado em textos tibetanos atribuídos a Padmasambhava e outros do século XI, equivalente à expressão sânscrita guhyayāna encontrada em tantras; enquanto isso, atribuem o "exotérico" ou "externo" (bāhya = phyi) a outros veículos não mântricos.

Há um grau de segredo entre os tantras, em classes e sistemas hierárquicos, e Taranatha (1575–1634) sugere que os segredos existem porque são de uma qualidade superior, impenetráveis ou dificilmente acessíveis cognitivamente, ou raros. Há escrituras do sistema iogatântrico que afirmam um mandamento de "não divulgação de segredos" dos preceitos mântricos, e a disseminação de escrituras tântricas ou traduções indevidas foram proibidas por decretos reais. Sobre isso, Rongzompa (século XI) fornece uma explicação:
"[O tipo de segredo] que é impróprio para conhecer, consistindo [como é] de tipos tão [profundamente] reais e surpreendentes de conduta [mântrica], não é capaz ou adequado para ser o domínio de pessoas [comuns] do mundo e [seguidores de] veículos inferiores, e assim deve ser mantido em segredo [deles], e assim [o veículo que ensina tais doutrinas] é chamado de Veículo Secreto (gsang ba'i theg pa). (...) Quanto a não divulgar ensinamentos secretos a [indivíduos] indignos, é como ensina o seguinte: [Somente] se alguém realizar atividades em benefício de seres sencientes, por meio dos veículos inferiores, até que uma mente que conheça uma tal [visão Vajraiana] surja [neles] que os seres sencientes serão domados, e não arruinados. Assim [Vajraiana] deve ser mantido extremamente secreto e, portanto, é ensinado como o Veículo Secreto."

### China
Nas primeiras traduções ou produções de literatura dárani em chinês entre os séculos IV e VI, percebem-se mudanças no corpo de literatura de magia, incluindo uma referência a uma magia de abicheca no começo do século V: isso evidencia já em um contexto relativamente inicial um rito de iniciação e unção religiosa que seria central ao budismo esotérico posteriormente. Houve também nesse período a cooptação de divindades e demônios hindus e uma esoterização do Maaiana, com sofisticação do arcano e formalização de rituais e do panteão de deidades. Enquanto os taumaturgos budistas especialistas das práticas rituais no material inicial eram chamados de "mestres de magias" (zhoushi 咒師), a partir da segunda metade do século VI o praticante ritual era chamado de "buscador de siddhi" (chengjiuzhe 成就者). A partir desse ponto que se constitui um "budismo esotérico", com transmissão secreta, hermenêutica ritual, sistema de entendimento interno e código moral próprios.

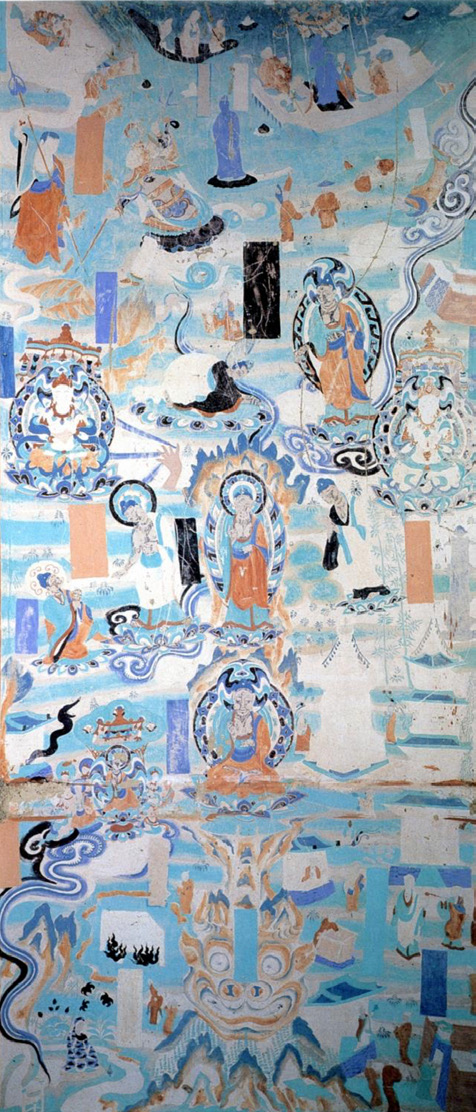
Teto pintado no corredor de entrada da gruta 9 de Mogao, representando o monte Gośīrṣa (século IX).
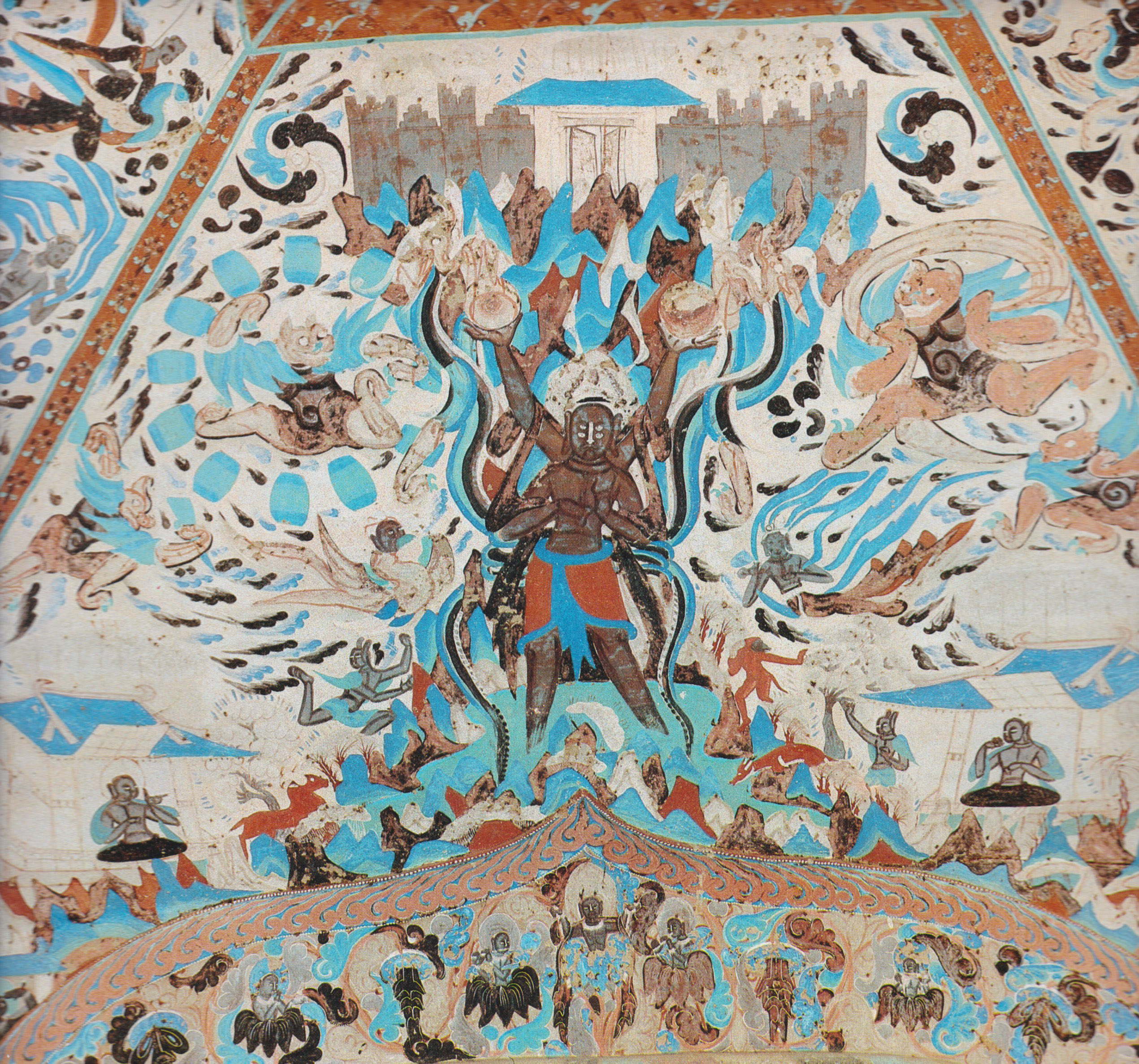
Um Asura na caverna 249 de Mogao, século VI
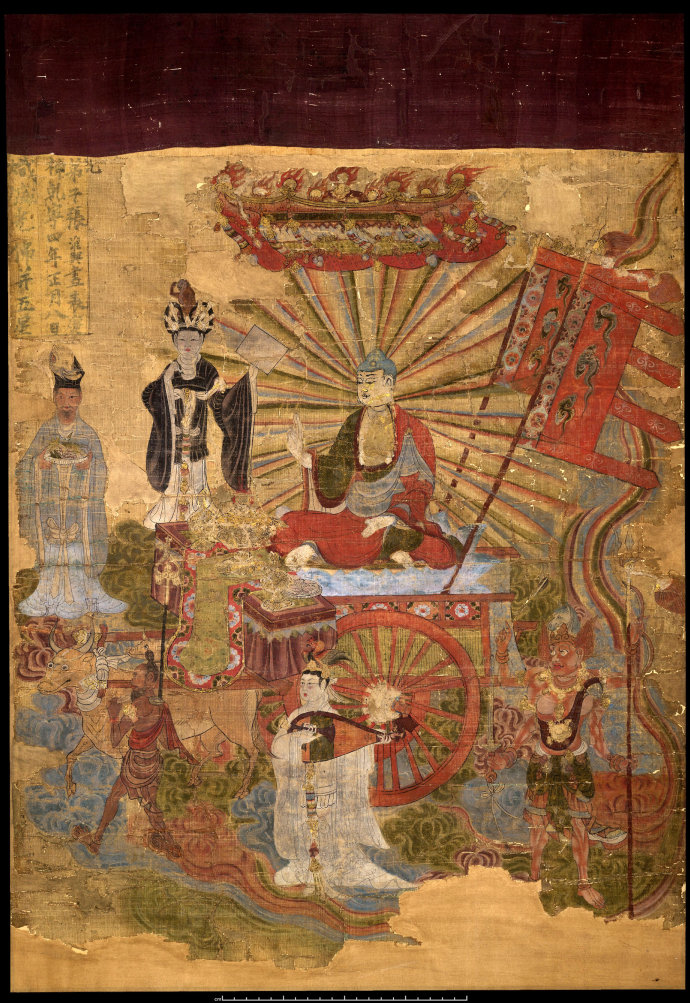
Buda Tejaprabhā ("Buda das Luzes Resplandecentes") e os Cinco Planetas (ano 897), antropomorfizados segundo o estilo iraniano: Mercúrio, Vênus, Marte, Júpiter e Saturno. Seu culto emergiu na China do século IX, misturando-se a práticas astrológicas como magia astral e deidades astrais chinesas.
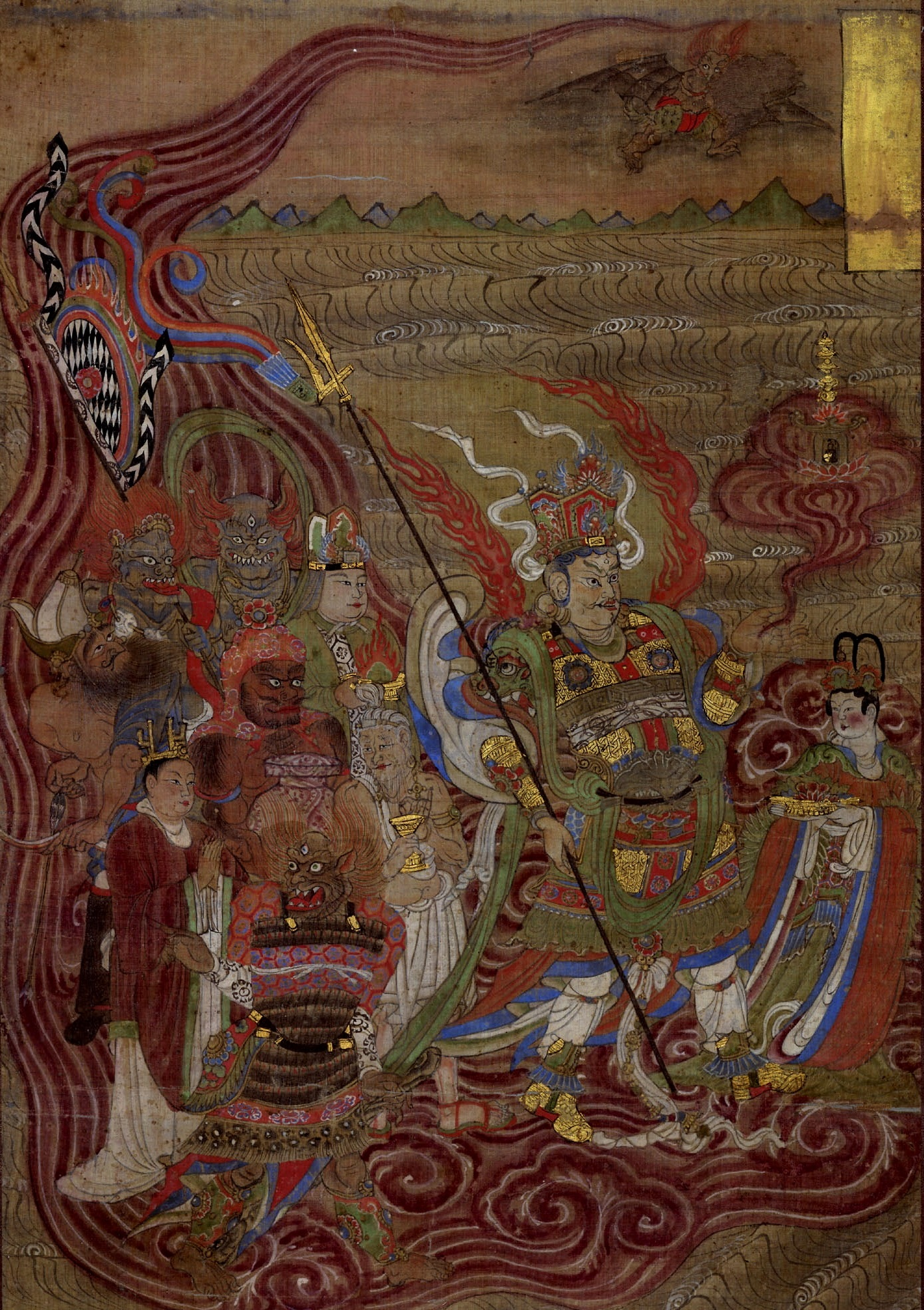
Vaixravana cavalgando através das ondas, século X, gruta em Dunhuang. O culto de Vaixravana tornou-se proeminente no budismo esotérico em meados da dinastia Tang.

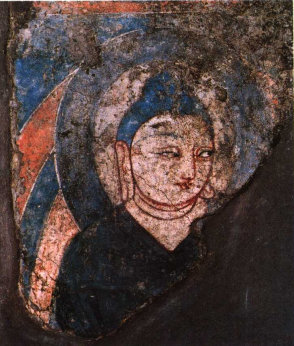
Afresco em Dandan Oilik (século VI-VIII)

Na Bacia do Tarim, há importantes locais em que se preservaram textos e artes budistas esotéricas, como em Khotan (séculos VI-VIII) e Dunhuang. No século VI, Khotan havia se tornado um centro de magias budistas (dáranis) e principal foco de sua transmissão à China. As grutas de Mogao em Dunhuang apresentam diversas deidades esotéricas, constituindo a mais importante coleção de arte budista esotérica da dinastia Tang. Nelas se encontravam diversas obras textuais também (manuscritos de Dunhuang). Um exemplo de manuscrito budista esotérico deste último local (século X) descreve uma prática de visualização com recitação de dárani, em que o praticante progressivamente passa a transformar os elementos ordinários de seu corpo e consciência, purificando-se com sílabas-sementes, e se identifica com os elementos do cosmos e com o Corpo do Darma do Buda Universal, Vairocana:
"Então esta letra A, assim como as cinzas, por si mesmas se transformarão no puro dharmakaya de Vairocana, cuja essência é sem signo. A partir daí, chega-se aos joelhos, onde se coloca a letra A como sílaba semente. Ela transforma [o elemento de] terra. É de cor amarela intensa, [emitindo] uma luz amarela. Prosseguindo do joelho até a cintura, coloca-se a letra FU como sílaba semente, transformando [o elemento de] água. É de uma cor branca intensa e [emite] uma luz branca intensa. Partindo da cintura [para cima], chega-se aos ombros, [onde se coloca] a letra OṂ como sílaba semente, transformando [o elemento de] fogo, que é de uma cor vermelha intensa, [emitindo] uma luz vermelha. Partindo da face, chega-se ao coque, [onde] visualiza-se a letra SVĀ como sílaba-semente. Transforma o elemento vento em uma cor roxa intensa, que emite uma luz roxa. No alto da cabeça, visualize a letra HE como a sílaba semente, que transforma [o elemento do] espaço com uma cor escura intensa, [emitindo] uma luz escura. Estes, então, são os quatro grandes elementos sagrados. Eles são a essência do Grande Sol, o dharmakaya do Buda Vairocana, Mundialmente Honrado."
No mesmo manuscrito, há outro trecho de exemplo de visualização, em que se alivia o sofrimento e carma dos seres, com o motivo chinês do "oceano de leite", que é uma metáfora derivada dos discursos nativos de budismo esotérico e encontrada nos cânones tang:
"Primeiro, visualize o oceano de leite no abdome inferior e visualize a letra A no oceano, com a letra A se tornando a sílaba raiz. A partir da letra A, visualize uma flor de lótus dourada estendendo-se do umbigo. Dentro da flor, visualize a letra A transformando-se em um altar completo. No altar, coloque a letra branca VA como sílaba semente. Ele se transforma em um disco lunar com uma grande e preciosa Pérola Bhilaṅka. Prosseguindo [com a visualização], a pérola preciosa no disco lunar emite mil raios de luz purificadora que saem, fluindo para o oceano de leite. Quando o fluxo gelado de raios entra no oceano de leite, ele esfria. Seu leite frio corre em seis correntes para os oito infernos quentes, extinguindo e exaurindo completamente o fogo ali. Este leite então flui para a boca de todas as pessoas más e pecadoras de lá, todas as quais certamente serão saciadas e certamente todas serão aliviadas de seus sofrimentos. Além disso, visualize que de seu corpo emanam cem milhões de raios de luz, que iluminam os corpos das pessoas más, e sobre as quais todos os obstáculos cármicos certamente serão eliminados e esgotados. Além disso, dentro de todos os raios, visualize todas as pessoas más sendo transformadas. Em cada uma delas pode-se ver pessoas transformadas. Ao contemplar isso, todas as pessoas transformadas exaltam o nome de Amitaba. Devido ao poder de invocar o Buda, elas irão renascer no paraíso de Amitaba depois de morrerem. [Então] visualize que todos os infernos ficaram vazios."

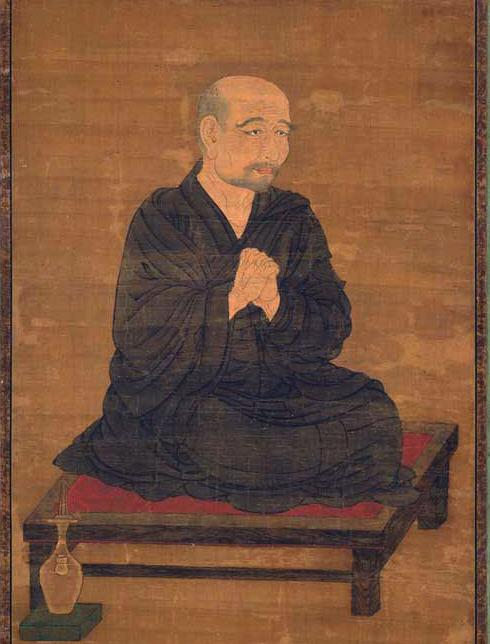
Amoghavajra, um dos mais poderosos monges budistas da história chinesa. Ele conduziu iniciações tântricas e rituais esotéricos a militares e imperadores da Dinastia Tang, nos relatos sendo considerado responsável por vitórias sobrenaturais do exército na Rebelião de An Lushan. Foi também considerado um dos patriarcas do Shingon, e Kūkai importou um retrato dele da China em 806. Esta pintura japonesa é do século XIV.

Na metade do século VIII na China foi desenvolvido um cânone esotérico com os títulos de dezoito obras desse tipo. referidas como um compêndio em um livro atribuído a Amoghavajra, contido no Tripitaca Chinês. O budismo esotérico chinês se propagou na dinastia Tang, recebendo seu ápice de popularidade a partir de três mestres que vieram da Índia: Śubhakarasiṃha (637–735), Vajrabodhi (671–741) e Amoghavajra (705–774), os quais fundaram a escola denominada Zhenyan ("Palavra Verdadeira" ou "Mantra") e introduziram textos tântricos, comentários e manuais ritualísticos. Houve a Grande Perseguição Antibudista na era Huichang (841–846), considerada por muito tempo na historiografia como um golpe fatal aos esforços de Amoghavajra e ao budismo esotérico chinês, porém ele não foi perdido. A esoterização também se difundiu a outras tradições locais, como do taoismo e religiões populares chinesas, sendo elas igualmente incorporadas aos ritos budistas, como por exemplo por Zunshi (964–1032), que fazia advocacia pela prática já existente dos rituais de alimentar fantasmas e que foi realizada por diversos mosteiros locais.
A literatura tântrica entrou no cânone chinês (impresso pela primeira vez em 983) ao mesmo tempo em que se deu um intenso esforço com apoio estatal para se propagar o budismo, e ao longo do segundo milênio o tantrismo budista interagiu de diversas maneiras entre Índia, Nepal, Tibete, Mongólia e China. Com o patrocínio imperial da dinastia Song, foram construídos o Instituto para a Tradução Canônica e o Instituto para a Impressão do Cânone, e no Catálogo (ano 1013) do Instituto inclui-se dentre as classificações da taxonomia bibliográfica uma que se chama "Porção Esotérica da Coleção Escritural Maaiana". A maioria das traduções do Instituto eram esotéricas ou tântricas, apesar de incluir produções de todos os períodos e escolas do budismo na Índia.
Em último momento, elementos hermenêuticos e rituais, ícones e textos de sistemas esotéricos consolidados do Sul da Ásia foram desagregados e rearticulados a outros sistemas rituais e intelectuais no Leste da Ásia, como do Huayan e Chan. Segundo Charles Orzech, Zanning (919–1001), um acadêmico líder da comunidade Chan de Song do Norte, via o Ensino Esotérico "como servindo uma função militar crucial na defesa do Estado".
Diversos textos esotéricos budistas também empregam a mediunidade ou possessão de espíritos, em que no contexto chinês o médium é chamado wu (巫). Há descrições da utilização de crianças-médiuns. Ocorre também referência a ritos que traduzem o sânscrito āveśa ("possuir" ou "tomar posse de"), e talvez haja conexão com práticas da Índia. A distinção desse rito mediúnico budista em relação à mediunidade em geral é que o transe do médium é oficiado por um mestre tântrico, que confere esse poder e assume a identidade de uma deidade. Essas práticas cresceram durante a dinastia Song e foram utilizadas também no taoismo.
Havia um fenômeno chinês de adoração de planetas e astrologia para previsão de infortúnios que teve influência sobre o budismo esotérico chinês, com a identificação de deidades budistas e constelações ou astros, inclusive por meio da recepção de crenças taoistas. Essa prática também se encontrou no reino de Goryeo.

### Japão
O budismo esotérico japonês (himitsu-bukkyō ou mikkyō) foi formulado segundo as escolas Tendai e Shingon. Para distingui-las, o Shingon era referido como "Esoterismo Oriental" (Tōmitsu), devido a localização de um de seus principais templos em Quioto, enquanto a prática esotérica (mikkyō) tendai era referida como Taimitsu. Por sua vez, Taimitsu se sudividia nas linhagens de Ennin e de Enchin, enquanto Tomitsu nas linhagens de Ono e Hirosawa. No ápice do tantrismo japonês (séculos XI a XIV), as duas tradições taimitsus competidoras de Ennin e Enchin eram referidas como Sanmon (ramo da Montanha) e Jimon (ramo do Templo), com conjunto distinto de rituais.
Alguns acadêmicos da história do budismo japonês também distinguiram um "esoterismo puro" (junmitsu) do Período Heian, formado pelas tradições tendai e shingon transmitidas da China e cujas práticas enfatizavam a transformação do praticante em um ser iluminado, em contraste com um "esoterismo misto" (zōmitsu) do período Nara, que se dedicavam mais a recitações rituais de dáranis e raramente a mudras e visualizações, além de visarem mais à cura e aquirição de poderes sobrenaturais ao invés de iluminação; no entanto, esse paradigma é questionado, pois esse par foi concebido apenas em meados do período Tokugawa, e usos de doxografias e taxonomias como essa podem ser anacrônicos.
Ambos se baseavam na busca do atingimento da iluminação sob a realização de rituais em práticas corporais, de acordo com a interpenetração não-dual de corpo e mente. O Tōmitsu fundamentava-se principalmente na filosofia de Kūkai sobre os "Três Mistérios do Método" relativos a Corpo, Fala e Mente, que se refletem como fenômenos do cosmos como o Corpo do Darma de Dainichi, e aos quais correspondem ritos de mudra, mantra/dharani e visualizações de mandala. Ele distinguia o exotérico (kengyô) e esotérico (mikkyô) e concedia superioridade ao esotérico.

Kūkai havia recebido a transmissão de ensinamentos esotéricos na China décadas antes da Grande Perseguição Antibudista, sendo discípulo direto do monge chinês Huiguo, o qual por sua vez tinha estudado com Amoghavajra. Retornando ao Japão em 806, levou diversos itens da doutrina e descreveu o que distinguia o budismo esotérico. Difundiu-o sob o patrocínio do Imperador Saga, a partir do que realizou o primeiro ritual esotérico público para a "proteção da nação", bem como outras cerimônias esotéricas tais como iniciações em massa e um rito anual na corte. Sobre a imagem como veículo, Kūkai afirma:
"Na verdade, as doutrinas esotéricas são tão profundas que desafiam sua enunciação por escrito. Com a ajuda da pintura, no entanto, suas obscuridades podem ser compreendidas. pode-se atingir o estado de Buda ao vê-las. Assim, os segredos dos sutras e comentários podem ser descritos na arte, e as verdades essenciais do ensinamento esotérico são todas apresentadas nele. Nem professores nem alunos podem prescindir disso. A arte é o que revela para nós o estado de perfeição."

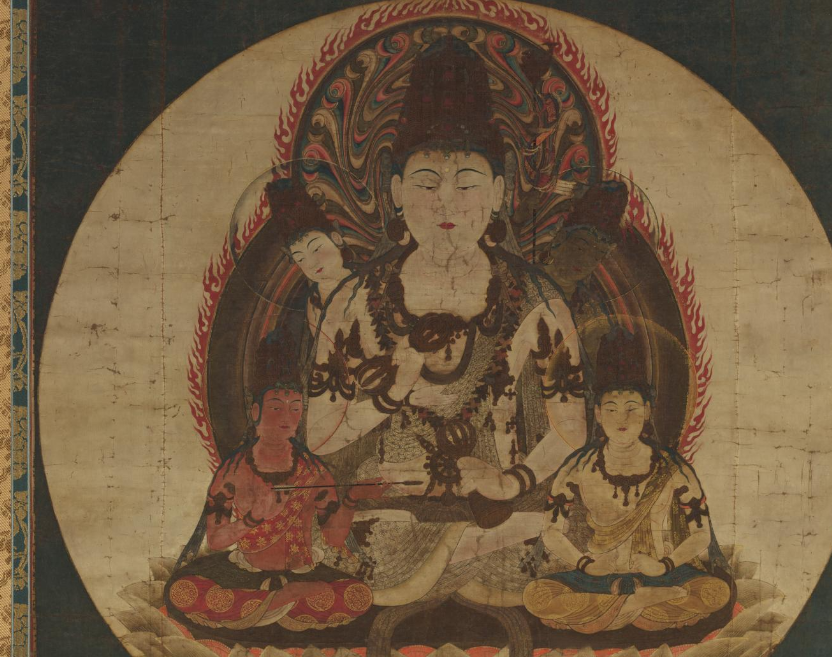
"Os Cinco Secretos" (Gohimitsu Bosatsu, século XIII): um dos mais secretos mandalas que Kūkai pode também ter trazido da China. Usado em ritual para converter aspectos negativos em positivos. Ao centro Kongōsatta é a mente iluminada, e ao redor são os bodisatvas representantes das quatro ilusões humanas, em não-dualidade.

Na arte caligráfica, Kūkai realizava correspondência entre o som, a forma escrita da letra e as imagens da realidade que são incorporadas. Assim, monji sob forma de caligrafia representa a própria realidade em si, de imagens e sons, e expressa o Darma eterno, como formas e conteúdo de Dainichi. Ele considera que tudo é Dainichi, mas que há artes esotéricas que são mais Dainichi do que outras em graus de perfeição. Por exemplo, a sílaba sagrada sânscrita A (Ajikan), em direção à qual Kukai recomenda ao praticante visualizar sua realidade e a si mesmo se dobrando e se desdobrando, tornando a letra símbolo de Dainichi como fonte de todas as coisas, e também do incriado, para além do ser e não-ser.
Historiadores tradicionalmente consideraram a vertente Tōmitsu como "ortodoxa" do tantrismo japonês, devido à relevância de Kūkai, porém a tradição Taimitsu desenvolveu também algumas contribuições ao tantrismo do Leste Asiático, como o próprio estudo escolástico do conceito de "esotérico" e sua reformulação, buscando categorizar os ensinamentos esotéricos (enmitsu itchi) em uma taxonomia. Além do mais, realizaram a criação de uma terceira categoria hermenêutica entre os Mandalas de Útero e Diamante: a mandala do Lótus, que abrangia as duas anteriores e era emblemática da não dualidade e da superação do esotérico e exotérico. Havia diferentes níveis de sentido nas classificações escolásticas dos clérigos, em que muitos dos ensinamentos esotéricos bebiam de ensinos não esotéricos das tradições maaianas, e o esotérico e exotérico tinham algum grau de identificação.

Dessa forma, segundo Lucia Dolce, não é possível uma simples dicotomia entre o esotérico e secreto e aquilo que não é esotérico, e o Taimitsu aparenta ter tentado construir um sistema alternativo de mikkyo, baseado no ideal de unidade de esotérico e exotérico. Houve um processo de esoterização no Japão medieval, com alternâncias constantes entre esotérico e exotérico nos programas rituais. Como se afirma no Keiran Shūyōshū (século XIV), o significado secreto do esotérico é encontrado a partir de combinações múltiplas de elementos esotéricos e não esotéricos, e que o exotérico e esotérico são os mesmos (kenmitsu funi). Na exegese das liturgias esotéricas do Lótus do Sutra, elas são apresentadas pelo enciclopedista como o "segredo dentro do sistema exotérico-esotérico" (kenmitsu chū himitsu).

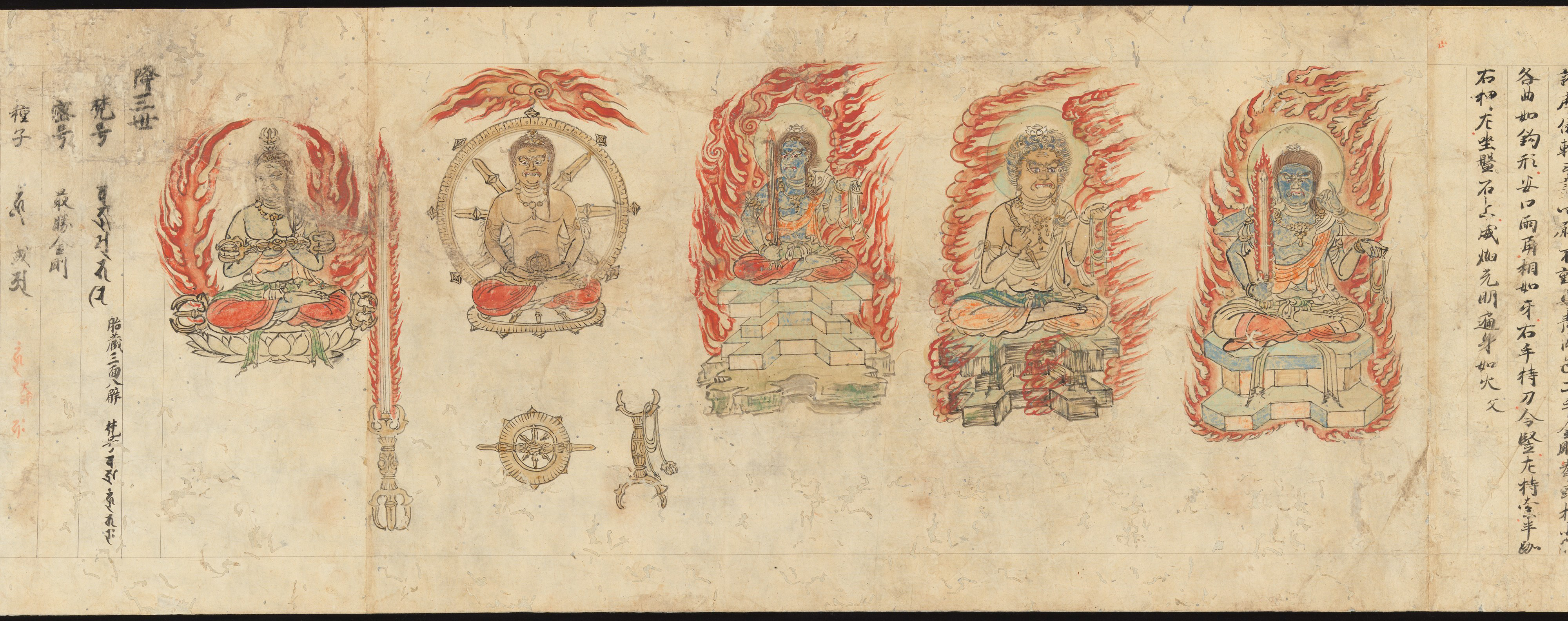
Representações de Fudō Myōō, o "Imóvel Rei da Sabedoria", na enciclopédia esotérica Zuzō shō (século XII). Ele é o aspecto feroz de Dainichi e chefe dos Cinco Grandes Reis da Sabedoria (Godai Myōō), deidades iradas que foram incorporadas no budismo esotérico japonês.[191][192] A mandorla de chamas representa a extinção das paixões humanas. A espadra vajra é um símbolo que corta a ignorância.
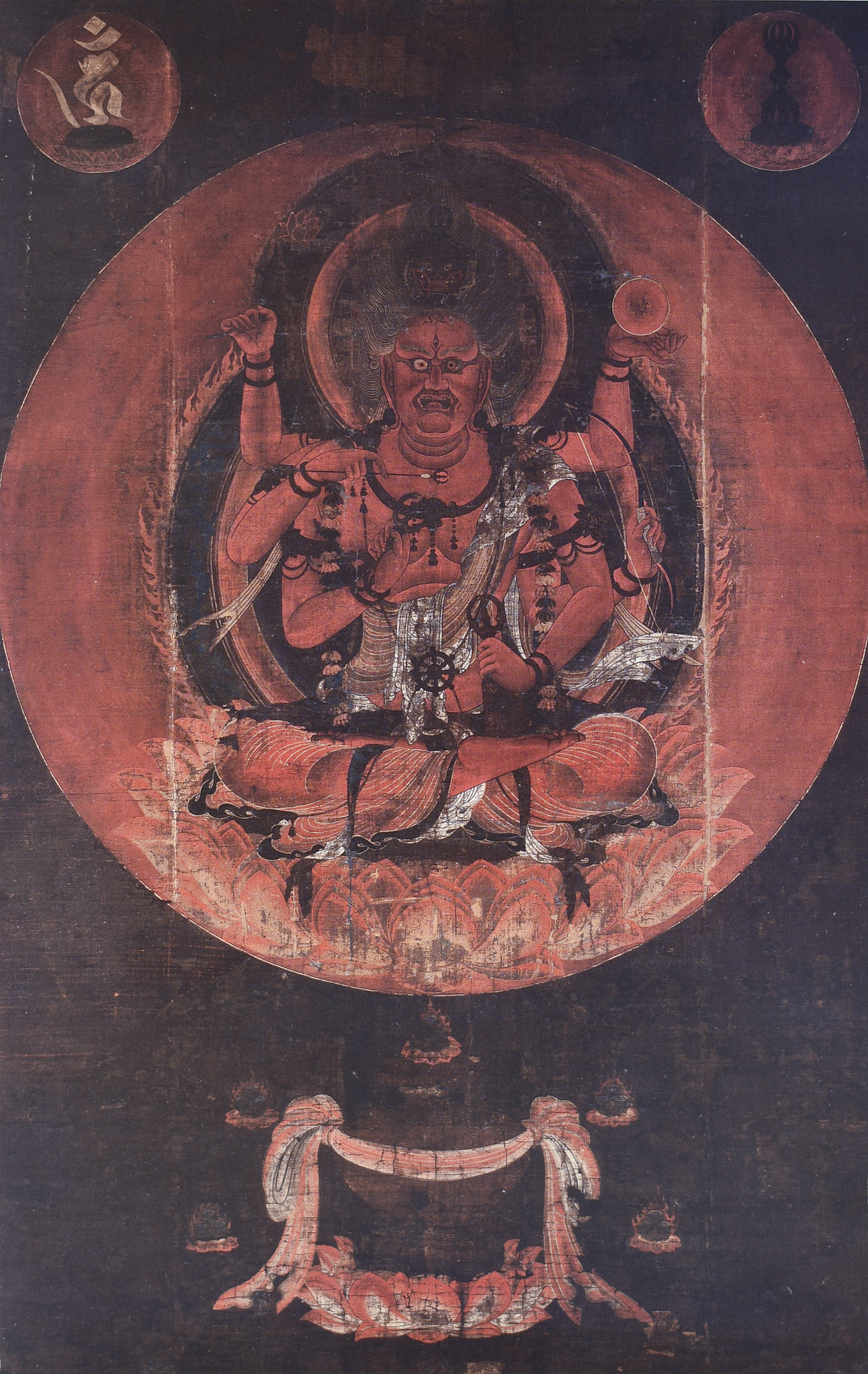
Aizen Myōō, "Tingido por Amor ou Luxúria", um Rei do Conhecimento Esotérico, é uma divindade ortodoxa no Shingon que é única no período Heian, sem um passado indiano, tibetano ou chinês.

No Japão, Ennin foi o primeiro a propor a ideia de uma doutrina acima das convenções de distinguir esotérico de exotérico, chamada de "grande ensino perfeito" (ichidai engyō).

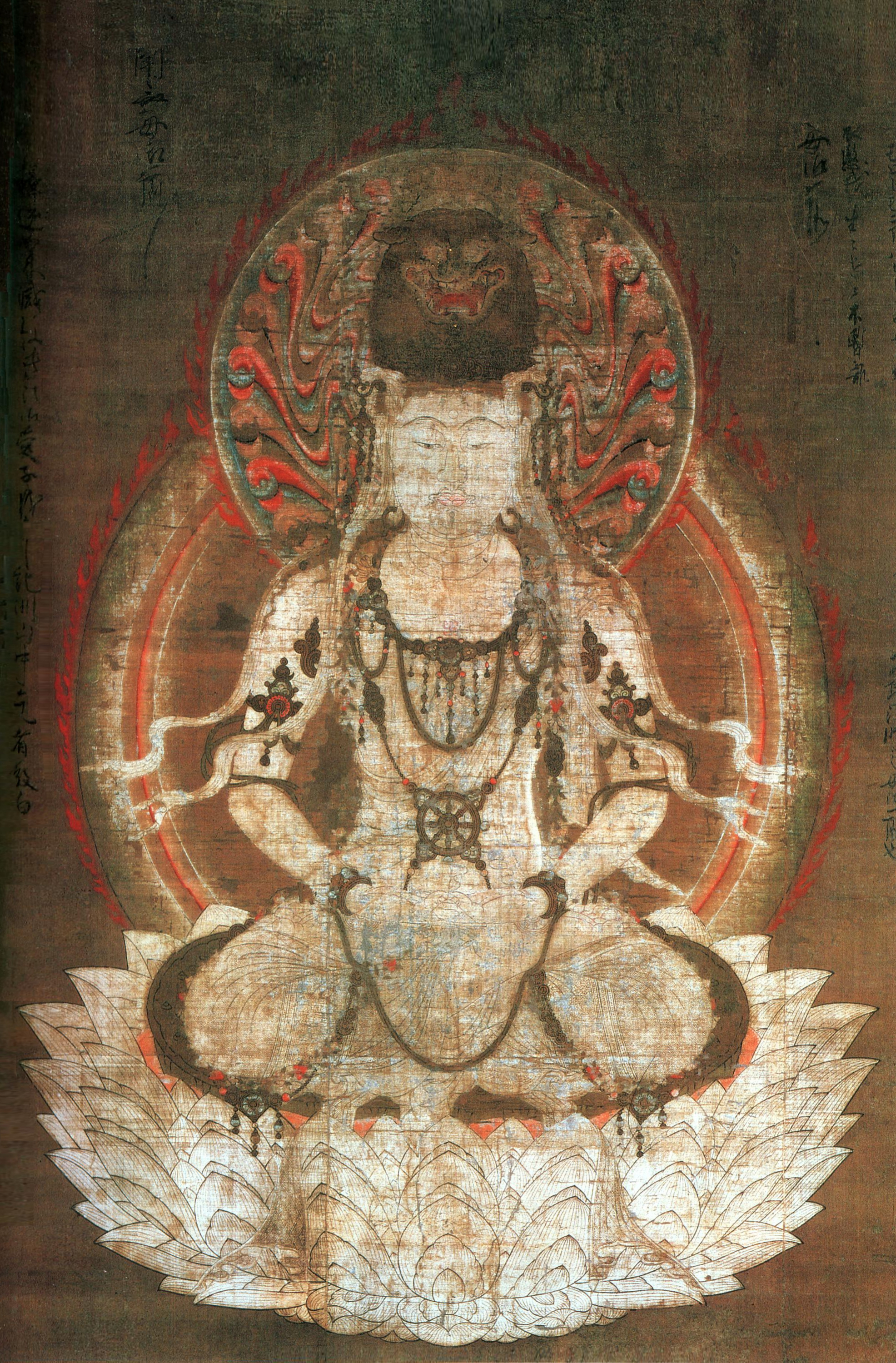
Pintura de Buddhalocani (Butsugen Butsumo) do século XIII. Seu dono era o monge Myōe, que nela escreveu a seguinte frase: "esta é minha mãe"; ele tratou a pintura como sua mãe pelo resto de sua vida. Mensagens secretas codificadas na pintura tratam Myōe como sendo Kukai.

Um dos grandes sistematizadores do esoterismo, formalizador da esoterização tendai e definidor do budismo japonês, para além de Kukai, foi o monge Godai'in Annen, que considerava o esotérico como abrangendo toda realidade, todos lugares e todos os tempos, pois considerava que todos os Budas do mundo e seus ensinamentos recaíam sobre a categoria de "budismo esotérico" (diferente do que seus predecessores afirmavam).
Houve início de esoterização também de outras religiões japonesas no século VIII, como da prática de identificação de kamis com os budas—que esoterizou a adoração de espíritos do xintoismo e o ascetismo de montanha—e pela influência do Onmyōdō (tradição yin-yang), que popularizou encantamentos e preces esotéricas.
Dohan (século XII-XIII) analisou a diversidade de abordagens do esoterismo Terra Pura de sua época.
O budismo esotérico tornou-se o principal discurso na ideologia do Japão medieval, e sua linhagem convencional tentou se "purificar" dos elementos sexuais do tantrismo indiano. Houve exceções, porém, como no Tachikawa-ryū e Ryōbu Shintō (tradição tântrica de Ise), que incorporaram o simbolismo dos mandalas como polaridades sexuais e de união sexual mística nos rituais, como nas correspondências de yin e yang, Terra e Céu e Útero e Vajra no I-se. Um tema comum da tradição japonesa de sigilo é a representação de deidades como símbolos do invisível em contraste com figuras visíveis, e assim essa noção de transcendência foi desenvolvida na iconografia do budismo esotérico japonês sob a forma de "budas escondidos" (hibutsu), que eram removidos em ritual de ocultação a um sanctum interior, evocando uma natureza secreta de infinito poder e potencialidade.
Outra forma que tal cultura do sigilo e retórica de exotérico-esotérico foi empregada ocorreu também na interpretação xintoísta de Yoshida Kanetomo, que desenvolveu práticas rituais as quais ele considerava terem sido transmitidas desde a era dos deuses sem mudança alguma. Ele afirmava que as obras Kojiki e Nihongi eram exotéricas em comparação à parte esotérica que constituía seu sistema próprio de Yuiitso Shinto.

### Tibete

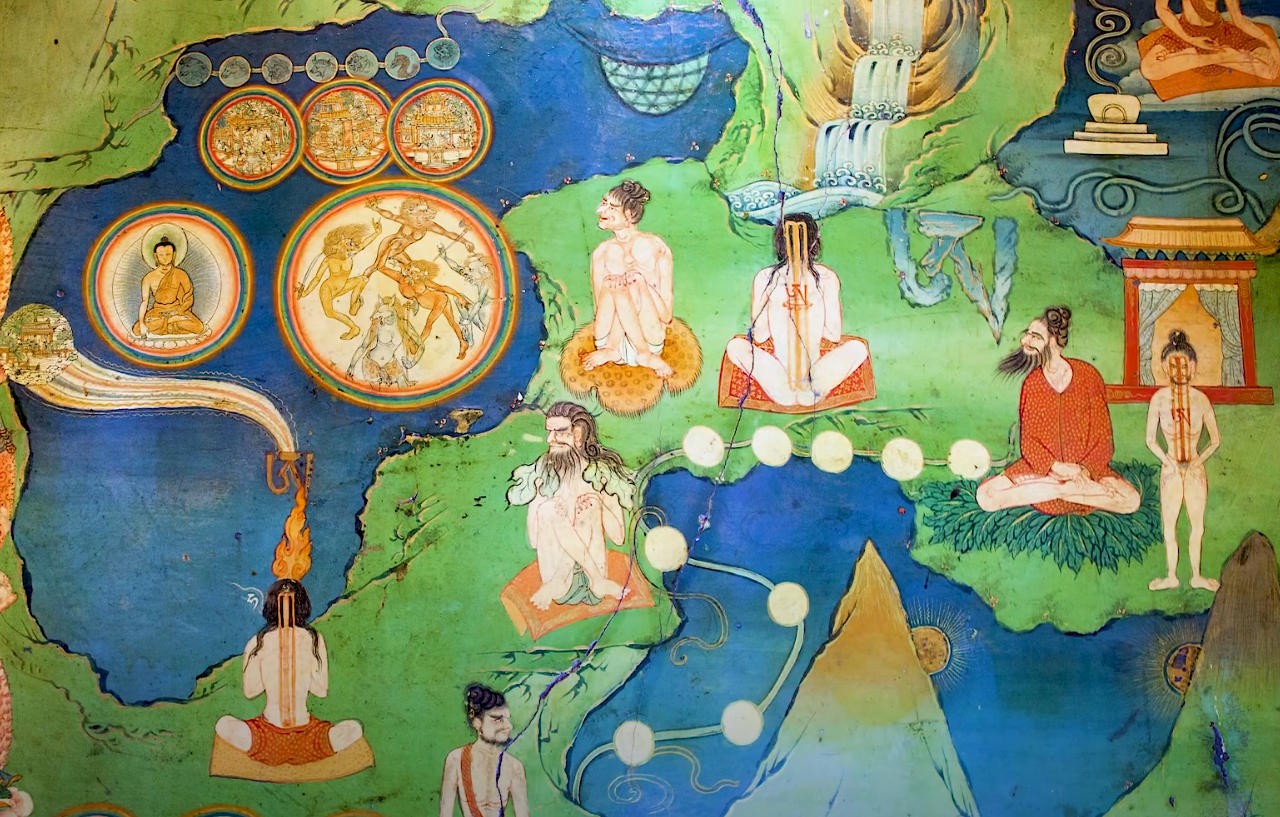
Parte do mural do templo secreto de Lukhang (século XVIII), figurando práticas do Anuyoga

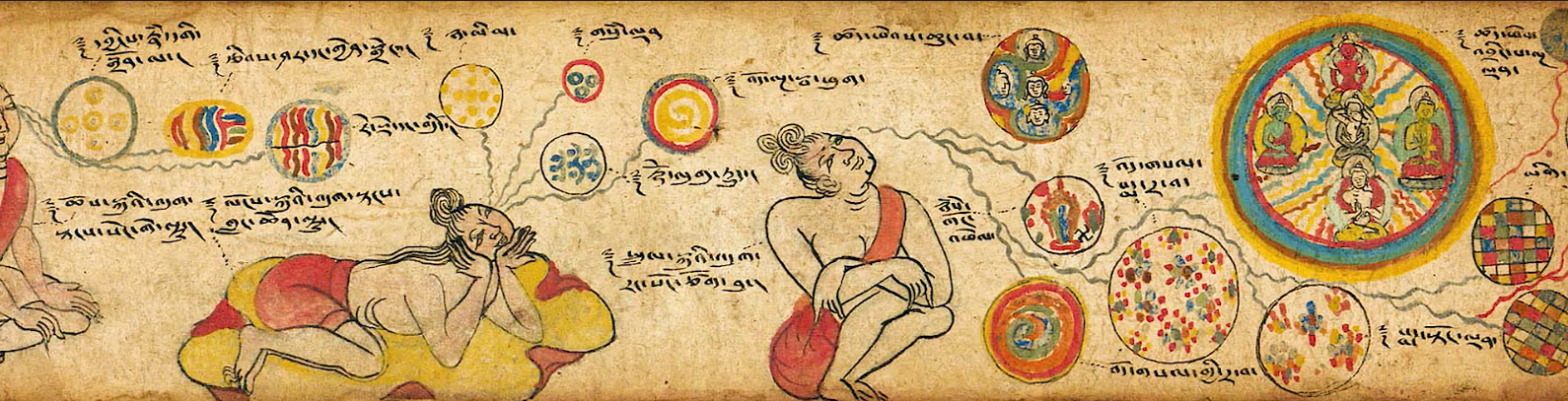
Representação das visões de tögal em Lukhang

As escolas do budismo tibetano compartilham em maior parte de mesmos temas e sutras exotéricos, mas se diferenciam em práticas esotéricas, como aderência a certos mestres e linhagens tântricas. A partir do século XI, novos textos e linhagens tântricas chegaram ao Tibete e contribuíram à formação das Novas Escolas (Sarma), principalmente a partir de ensinos não convencionais de iogues tântricos ambulantes (mahasiddhas), comentários e manuais esotéricos de meditadores, e também pela poesia espiritual instrutiva (nyams mgur), como os cantos de Milarepa. Houve reintrodução de textos sarmas pelo tradutor Rinchen Zangpo na Renascença Tibetana (c. 950–1200), quando também surgiu um esquema de divisão de tantras.
As Novas Escolas compartilham também de muitos ensinamentos tântricos, como o Tantra Calachacra e os Seis Iogas de Naropa. Há grande ênfase em práticas meditativas esotéricas, envolvendo controle corporal e da consciência. Compreendendo Kagyu, Sakya e Gelug, elas dividem a literatura esotérica em quatro classes, da mais baixa à mais alta segundo o rito iniciatório: Tantra de Ação (kriyā), Tantra de Conduta (caryā), Tantra Ioga (yoga) e Tantra Ioga Supremo (anuttarayoga), este último se subdividindo em "tantras pais", segundo o aspecto de Método (como o Guhyasamāja Tantra), e "tantras mães", segundo os aspectos de Sabedoria (por exemplo, o Hevajra Tantra). O Nyingma considera as três primeiras categorias, mas ao final divide os Tantras Interiores em Mahayoga, Anuyoga e Atiyoga (ou Dzogchen).
A maioria dos "ensinos secretos" do budismo tibetano é transmitida oralmente. A chamada transmissão esotérica ocorre segundo o modelo tântrico, de um professor a um estudante durante o ritual de empoderamento (abicheca), com o sigilo sendo protegido por meio de linguagem metafórica que requer interpretação e que é secreta em si própria, pois são "secretos" se forem contados a pessoas que não receberam os ensinamentos e sem um contexto.
Segundo a tradição, Manjushrimitra considerou a seção dos "Preceitos Essenciais" ou "Profundos Métodos" (em inglês traduzida como Pith Instructions), Menngagde ou Mengakdé (man ngag sde), como uma das três classes em que se dividem os ensinos dzogchen, as duas anteriores sendo a Classe da Mente (Semde) e do Espaço (Longdé). Sri Singha teria arranjado os ensinos da Instruções Essenciais em quatro ciclos, na série Menngagde, também referida como Nyingthik (snying thig) ou upadeśa: o ciclo exterior (phyi skor), o ciclo interior (nang skor), o ciclo secreto (gsang skor) e o ciclo secreto insuperável (yang gsang bla na med pa'i skor).

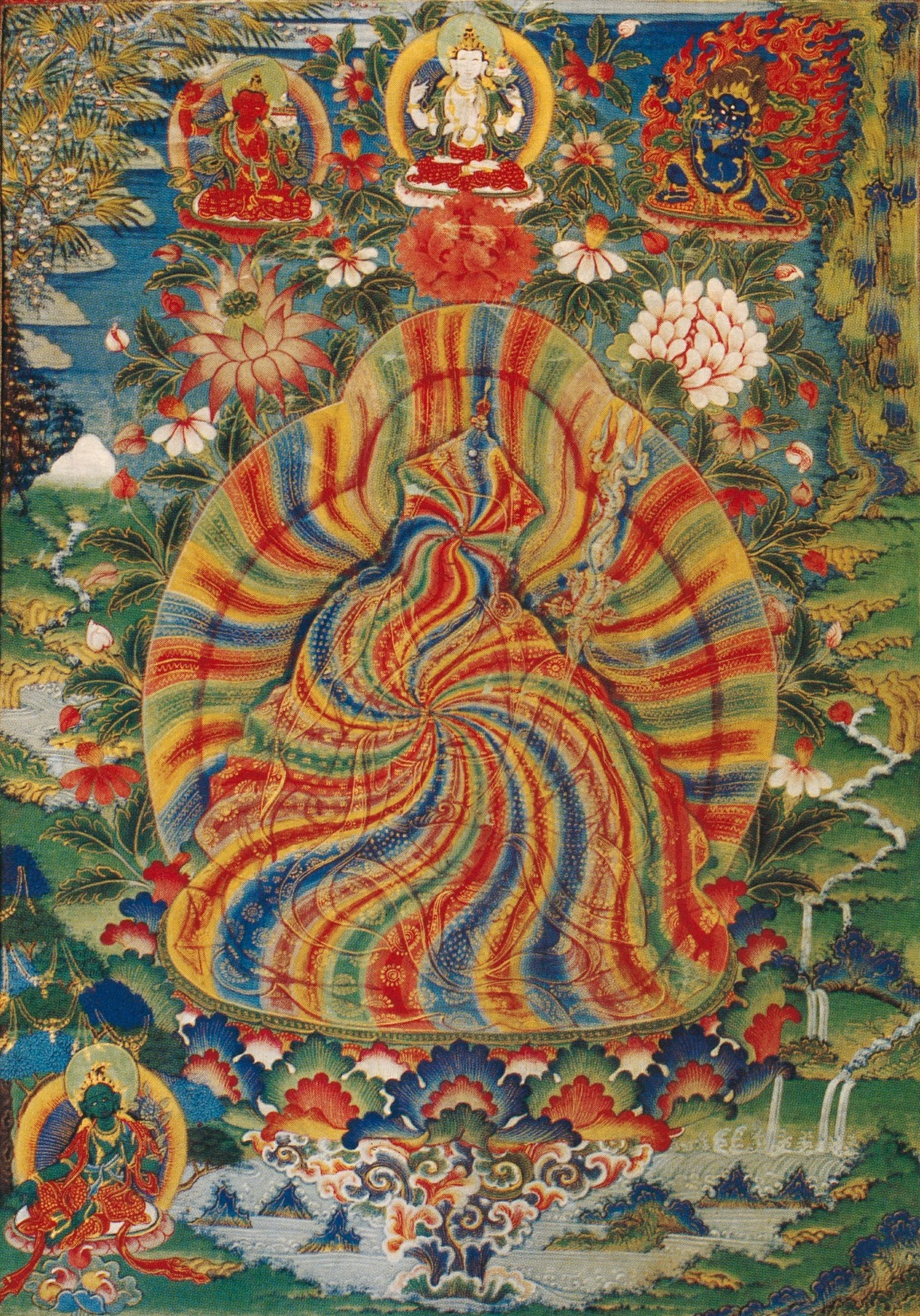
Padmasambhava com corpo de arco-íris. Thangka tibetana (século XIX).

Conforme o 2.º Dudjom Rinpoche explica, no Nyingma a terceira e última classe, "Classe Instrucional Esotérica", é superior às outras duas, e esta se divide em três categorias: "Randômica", "Tradição Oral" e "Ensino que está de Acordo com sua Própria Tradição Textual dos Tantras", as quais por sua vez também se subdividem. A última é considerada ponto de origem dos preceitos e possui várias subdivisões, porém que podem ser resumidas nos quatro ciclos de "Ciclo Externo que se Assemelha ao Corpo", o "Ciclo Interno que se Assemelha aos Olhos", o "Ciclo Secreto que se Assemelha ao Coração" e o "Ciclo Insuperavelmente Secreto que se Assemelha à Perfeição do Todo".
Considera-se nos relatos tradicionais nyingmas que Sri Sringha transmitiu os Dezoito Tantras do Dzogchen a Padmasambhava, porém tibetólogos afirmam que o ciclo Vima Nyingthig (do qual esses tantras fazem parte) foi composto pelo seu próprio alegado descobridor, Zhangton Tashi Dorje, e que a primeira figura histórica atestadamente associada a eles foi Chetsün Sengé Wangchuk, no século XI.
O Padmasambhava histórico é principalmente associado ao Mahayoga, dando ênfase não aos ciclos tântricos iniciais, mas aos novos movimentos, como no Guhyagarbha tantra de inclinação mais filosófica. Uma de suas poucas obras atribuídas que talvez sejam realmente de sua autoria é Man ngag lta ba'i phreng ba ("Guirlanda de Visões: Uma Coletânea de Ensinamentos Esotéricos"), em que apresenta uma sequência de veículos a partir das tradições exotéricas mais inferiores até aos ensinos esotéricos maiores e faz comentário sobre o Guhyagarbha, que dava ênfase à gnose, mas abrangia toda a gama de rituais e tópicos míticos, contemplativos e filosóficos como um tantra clássico.

Tradições populares bön eram indígenas ao Tibete e também possuem transmissão esotérica de textos ritualísticos. Há forte presença de médiuns de espíritos, que alegam receber deidades protetoras e ancestrais, com efeitos como a transformação pessoal do corpo e mente na incorporação da divindade e realização de curas, em uma forma cúltica que foi consolidada no século X e que continua atualmente. Suas doutrinas sofreram modificações culturais e linguísticas no contato com os budistas a partir do período imperial, embora haja um substrato não budista que pode anteceder a séculos. Há uma tradição ritual esotérica em que se utiliza uma faca deificada para demarcação de fronteiras sagradas, exorcismo, assassinato e subjugação de inimigos, chamada Phurba ou phur pa, com várias linhagens. Seus textos e tesouros possuem uma forma em grande parte compartilhada nas tradições bön e nyingma, sem apresentarem muita inovação. A propagação dos ensinos pode ocorrer com um conjunto de cartas rituais com pequenas pinturas de figuras de divindades e mestres, e atrás textos que são recitados; elas geralmente são apresentadas por hierofante a um círculo tântrico restrito. Abaixo exemplos de trechos dos textos rituais de iniciação em cartas do ciclo da linhagem do Phur pa Negro:
"O Rei Aperfeiçoado Mkha''gying (rdzogs sku mkha'gying rgyal po) reside na fortaleza feroz de 'Og min. [Ele tem um] corpo azul-escuro e brilha uma luz majestosa; seu cabelo encaracolado em um ornamento de extensão negra; [ele] brande em sua mão um punhal de ferro de meteorito cujo material feroz subjuga os Cinco Venenos da aflição (...) em Lha ring lho ngos grong stod está Sprul sku Me ston ra lcam. Ele tem um corpo de cor marrom escuro; seu cabelo é verde, preso em um coque; ele está empunhando no ar uma adaga do mundo; ele se manifesta como um detentor do conhecimento (mkhyen) dos feitiços secretos dos deuses, igual aos deuses; ele percebeu espontaneamente o significado de si mesmo e atingiu os limites do benefício para os outros"

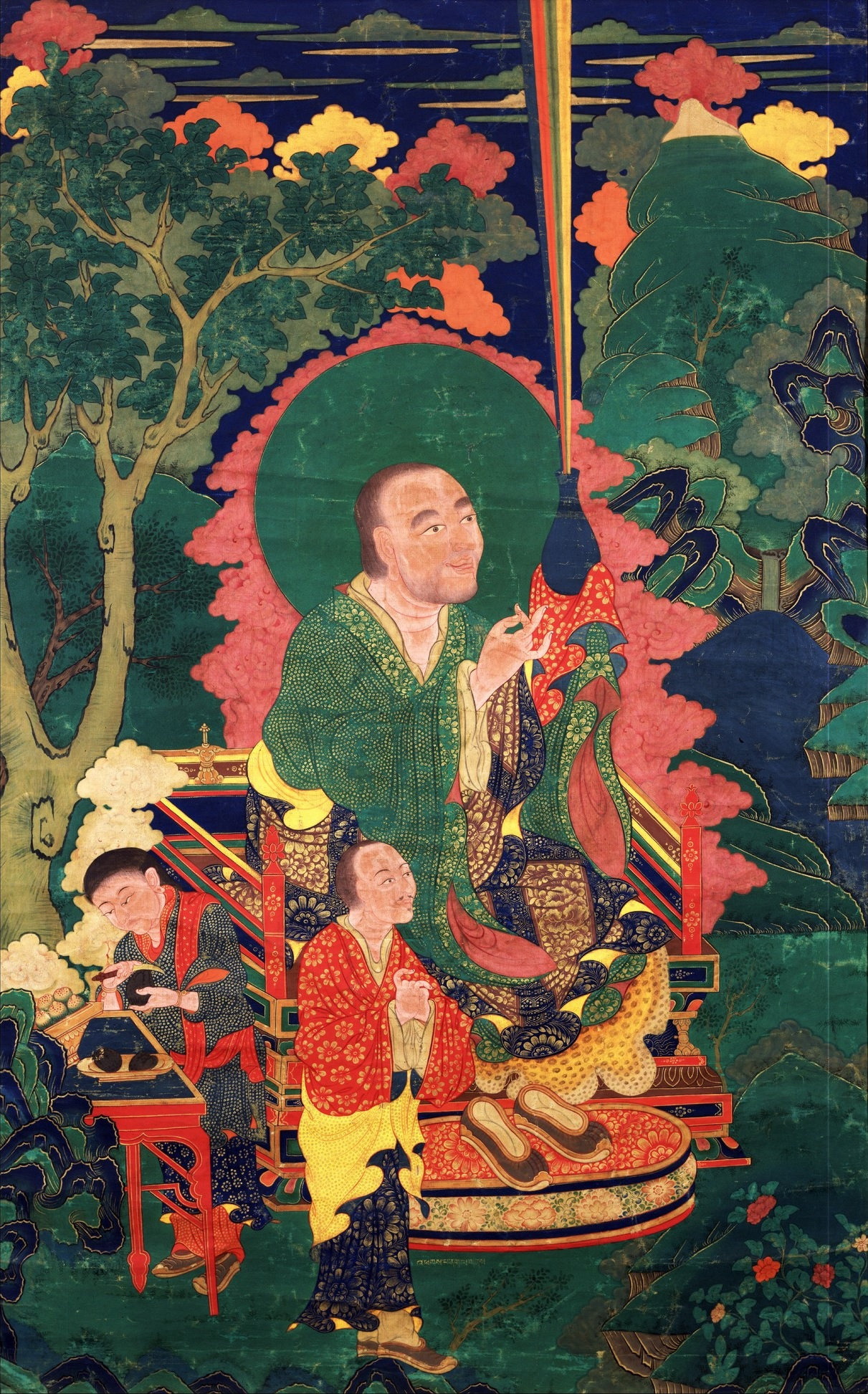
Vanavasin recebendo as bênçãos das Três Joias como arco-íris em um vaso azul (século XVI).

Igualmente no budismo tibetano, junto à incorporação de divindades nativas, desenvolveu-se um complexo sistema de demonologia e ritos apotropaicos, além de associação de espíritos e deidades à astrologia tibetana. É compartilhada entre os sacerdotes bön e budistas a tradição de que seus expoentes domaram demônios locais, os quais foram transformados em protetores do Tibete, como os chamados Protetores do Darma (Dharmapala), e que muitas vezes ainda precisam ser continuamente aplacados. Conta-se ademais que Milarepa repeliu feiticeiros bön. O uso pré-budista de oráculos foi também incorporado na cosmologia budista, e há médiuns (kuten) oficiais que se destacam, como o Oráculo de Nechung, utilizado privativamente pelo Estado e pelo Dalai Lama, e as mulheres oráculos de Tenma, que serviam ao governo tibetano, mas que também atendiam ao público em consultas mediúnicas em suas casas.
Há uma tradição de revelação de "tesouros", em tibetano chamados "termas" (gter ma), como objetos sagrados e rolos de texto, os quais se considera que foram ocultados por Padmasambhava, que teria previsto desafios no futuro tibetano. Eles estariam destinados a serem encontrados pelos "reveladores de tesouros": os tertöns. Nesse contexto de profecia, os tertons remediariam e rejuvenesceriam o budismo em períodos considerados de degeneração. Durante o domínio mongol do Tibete, considerava-se que não bastava desenterrar fisicamente os tesouros escondidos, mas que o revelador deveria relembrar os textos na mente, porque ele teria convivido com Padmasambhava e dele recebeu os ensinos em uma encarnação anterior. Assim, um terma pode ser simplesmente algum fragmento de rolo, uma estatueta, uma rocha com uma letra, que evocaria a lembrança completa em revelação. Outros se valem da interpretação de que esses textos estão em uma "linguagem codificada das dákinis" (mkha' 'gro 'i brda' skad), figuras femininas celestiais que preservam e transmitem os tesouros, cujo entendimento da escrita secreta requereria o encontro sexual dos praticantes. Na linhagem nyingma, a sexualidade tem papel importante às recordações profundas de outras vidas: os lamas costumam se casar e ter filhos, suas linhas de transmissão são herdadas em família e, com raras exceções, seus tertons revelaram tesouros junto a uma consorte.
As meditações são essenciais, envolvem teorias e práticas preliminares e exigem "ioga do guru" (Guru Yoga): a confiança em um mestre guia qualificado que concede os empoderamentos, instruções e transmissões. A quintessência de todas as meditações tântricas das Velhas e Novas Escolas é o ioga da deidade.

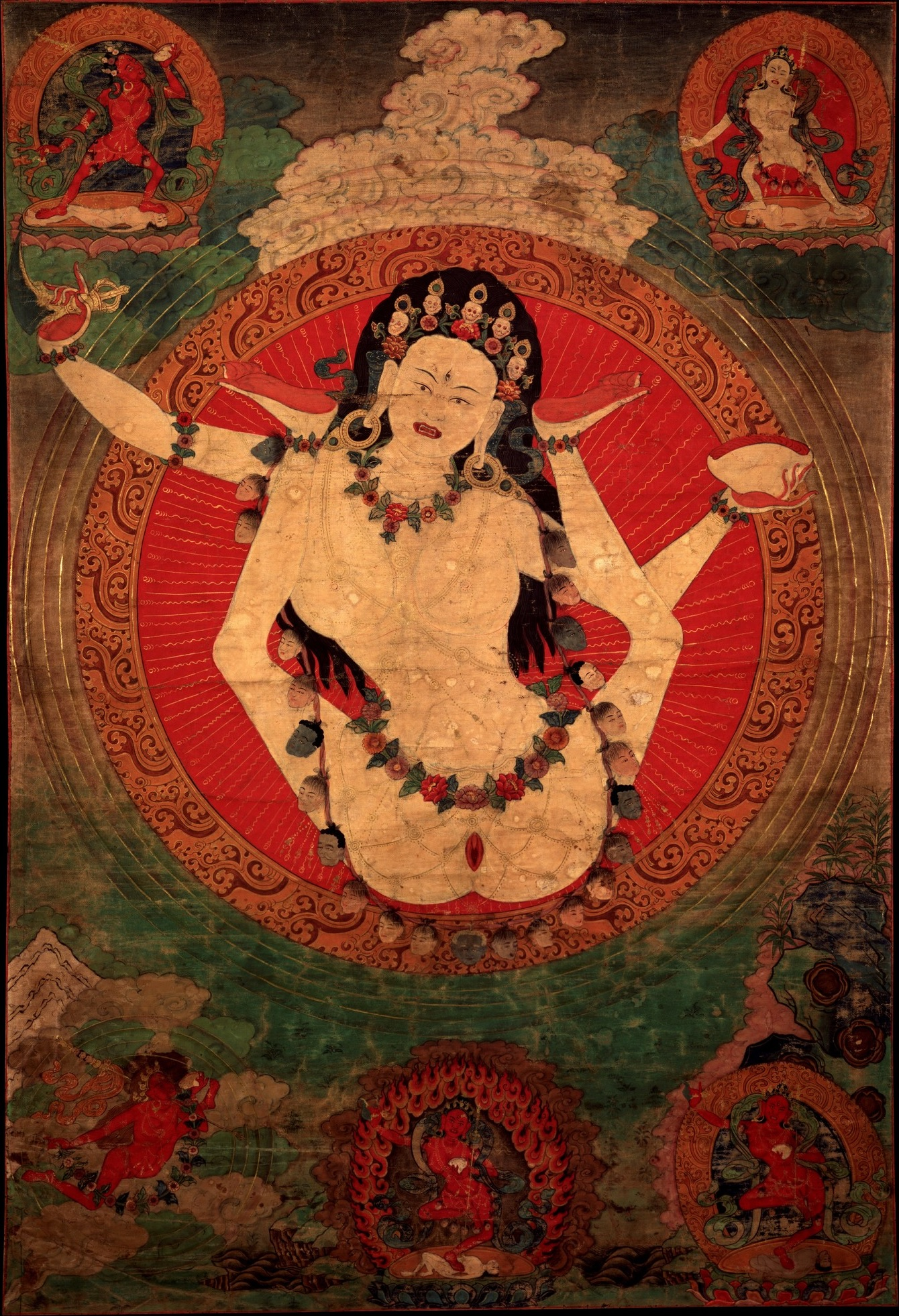
Khechari branca, uma forma de Vajraioguini da linhagem secreta Shangpa Kagyu (século XVIII). Utilizada em visualizações, como da união da beatitude e vacuidade que sustenta "uma viagem no espaço da unidade suprema", por meio da qual ocorre a transferência de consciência (phowa). "Espaço" é também uma metáfora da vagina.

Técnicas de Hataioga foram introduzidas a partir do corpo doutrinário do budismo tibetano chamado Amṛtasiddhi (século XI-XII), que é considerado na opinião acadêmica como sendo o texto fonte da tradição subsequente indiana. É nele que se encontra pela primeira vez a descrição de práticas como o mahamudra; mas o tantra budista índico Guhyasamāja já havia utilizado a palavra haṭhayoga para se referir à forma de indução forçosa de visões noéticas (dárxana) e de se adquirir "perfeição do conhecimento" (jñānasiddhi) e iluminação. "Haṭha" também aparece no Tantra Calachacra, e Puṇḍarīka, em 966, define o Hataioga como sendo um meio de se concentrar a energia vital (prāṇavāyu) e as essências seminais (bindu) no canal (nadi) central do corpo, engendrando-se o corpo adamantino beatífico de Buda dentro da própria anatomia, bem como o atingimento de uma consciência de percepção inalterável. Depois, o mestre kagyu Nyenton Chökyi Sherap elaborou sobre essas práticas fundadoras do Amṛtasiddhi, e os exercícios corporais transformativos passaram a ser chamados em tibetano de Tsalung Trulkhor (rtsa rlung ’khrul ’khor).

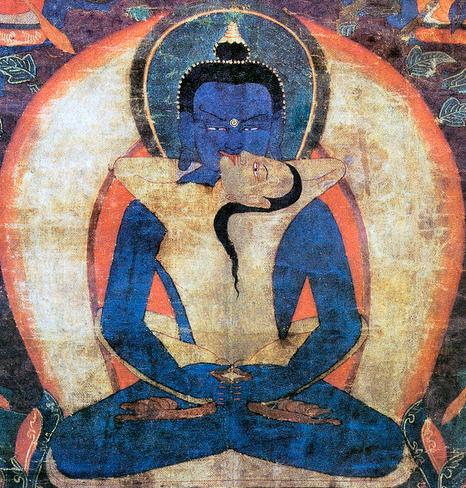
Yab-Yum de Samantabhadra ("Todo Bom", o Buda Primordial) e seu aspecto feminino de consorte, Samantabhadrī (século XVII). A união erótica simboliza, respectivamente, a não-dualidade de Compaixão (ou Método) e Sabedoria; ou também de Forma e Vacuidade.

Em meados do século X, a recepção dos Mahayoga e Yogīnitantras (como o Hevajra Tantra) foi vista com dúvidas quanto à autenticidade pelo rei Yeshe-Ö do reino de Guge, como se descreve em um elogio feito por seu sobrinho: "o significado oculto do mantra secreto estava viciado e corrompido pela prática dos ritos de 'união sexual', 'libertação' e 'oferenda tshogs'". Assim, ele enviou Rinchen Zangpo à Caxemira para verificar sua ortodoxia, o qual constatou no ano 975 que, de fato, esses textos transgressivos eram aceitos por comunidades budistas naquela região da Índia. Mesmo assim, a família real continuou com ceticismo tentando reformar o budismo no Tibete Ocidental. Foi com a chegada do monge indiano Atisha no Tibete que houve maior aceitação, a partir de obras suas que descrevem como as práticas consideradas não poderiam ser praticadas por monges, por violarem o valor do celibato, apenas por leigos. Isso, porém, gerava o problema de excluí-los do "conhecimento maior". De forma flexível ao contexto tibetano, uma solução propagada por Atisha a tais práticas tidas como antinomianas foi a visualização ritual de imagens de sexualidade e violência, sem realizá-las literalmente. Já logo após Atisha, Abhayakaragupta afirmou que monges avançados poderiam realizar rituais com uma consorte real (karmamudrā), enquanto pessoas más deveriam se ater a "consorte gnóstica" visualizada (jñānamudrā).
A prática de uma "consorte secreta" (sangyum ou gsang yum), considerada transgressiva nos primeiros séculos medievais, não é tão "secreta" e tornou-se rotineira no discurso público e convencional na cultura tibetana. Admite-se a possibilidade de um consorte masculino, mas em geral relata-se sobre consortes femininas em relação a um mestre tântrico; as consortes são reverenciadas e considera-se uma igualdade na função de realização do casal. Algumas acadêmicas feministas ocidentais consideram que a prática teria surgido em ambiente androcêntrico, enquanto outras consideram que ela confere importância ginocêntrica e que é empoderadora do feminino no contexto local. Porém, em tempos atuais tornou-se novamente controversa essa associação de sigilo e sexualidade, devido à possibilidade de abuso sexual, como em escândalos de denúncias a mestres budistas que surgiram no século XX e XXI. O 14.º Dalai Lama afirmou sobre a questão do sigilo que "vale a pena divulgar essas coisas" para fazer "uma distinção clara [entre] o que são os verdadeiros ensinamentos budistas [e] o comportamento desse indivíduo", e que deve haver comunicação para correção do comportamento e de quaisquer ações erradas; nesse sentido também afirmaram outras autoridades budistas, em relação a procedimentos de denúncia e afastamento quando há quebra dos votos de samaia na relação professor-estudante.

### Tradições de budismo esotérico em outros locais
- Budismo Ari
- Budismo esotérico indonésio
- Budismo newar
- Budismo esotérico do Sul

### Outros
- Daijôsai
- Doutrina das duas verdades
- Heterodoxia